# Liste des églises de la Côte-d'Or
La liste des églises de la Côte-d'Or vise à situer les églises du département français de la Côte-d'Or. Il est fait état des diverses protections dont elles peuvent bénéficier, et notamment les inscriptions et classements au titre des monuments historiques.
En ce qui concerne le culte catholique, toutes les églises sont situées dans l'archidiocèse de Dijon.

## Statistiques

### Nombres
Le département de la Côte-d'Or comprend 698 communes au 1er janvier 2021.
Depuis 2022, le diocèse de l'archidiocèse de Dijon compte 60 paroisses.

## Classement
Le classement ci-après se fait par commune selon l'ordre alphabétique.
Il est fait état des diverses protections dont elles peuvent bénéficier, et notamment les inscriptions et classements au titre des monuments historiques.

## Liste

### Église catholique
| Église | Commune                                  | Adresse | Coordonnées                      | Notice         | Protection | Date               | Illustration |
| --- | ---------------------------------------- | ------- | -------------------------------- | -------------- | --- | ------------------ | --- |
| Église Notre-Dame d'Agencourt | Agencourt                                |         | 47° 07′ 42″ nord, 4° 58′ 41″ est | « PA00112050 » | Classé MH | 1922               | Église Notre-Dame d'Agencourt |
| Église Saint-Martin d'Agey | Agey                                     |         | 47° 17′ 04″ nord, 4° 45′ 47″ est | « IA00059714 » | |                    | Église Saint-Martin d'Agey |
| Église Saint-Agnan d'Ahuy | Ahuy                                     |         | 47° 22′ 09″ nord, 5° 01′ 17″ est | « IA21003117 » | |                    | Église Saint-Agnan d'Ahuy |
| Église Saint-Pierre-Saint-Paul d'Aignay-le-Duc                                                                                     | Aignay-le-Duc                            |         | 47° 39′ 55″ nord, 4° 43′ 57″ est | « PA00112051 » | Classé MH | 1862               | Église Saint-Pierre-Saint-Paul d'Aignay-le-Duc                                                                                     |
| Église Saint-Aubin d'Aiserey | Aiserey                                  |         | 47° 10′ 23″ nord, 5° 09′ 39″ est |                | |                    | Église Saint-Aubin d'Aiserey |
| Église Saint-Genest d'Aisey-sur-Seine                                                                                              | Aisey-sur-Seine                          |         | 47° 44′ 54″ nord, 4° 34′ 35″ est | « IA00096225 » | |                    | Église Saint-Genest d'Aisey-sur-Seine                                                                                              |
| Église Saint-Germain d'Aisy-sous-Thil                                                                                              | Aisy-sous-Thil                           |         | 47° 23′ 38″ nord, 4° 17′ 16″ est |                | |                    | Église Saint-Germain d'Aisy-sous-Thil                                                                                              |
| Église Saint-Léger d'Alise-Sainte-Reine                                                                                            | Alise-Sainte-Reine                       |         | 47° 32′ 10″ nord, 4° 29′ 43″ est |                | |                    | Église Saint-Léger d'Alise-Sainte-Reine                                                                                            |
| Église Saint-Pierre d'Allerey | Allerey                                  |         | 47° 11′ 23″ nord, 4° 26′ 33″ est |                | |                    | Église Saint-Pierre d'Allerey |
| Église Saint-Médard d'Aloxe-Corton                                                                                                 | Aloxe-Corton                             |         | 47° 03′ 56″ nord, 4° 51′ 38″ est | « IA21004633 » | |                    | Église Saint-Médard d'Aloxe-Corton                                                                                                 |
| Église Saint-Pierre-Saint-Paul d'Ampilly-le-Sec                                                                                    | Ampilly-le-Sec                           |         | 47° 48′ 31″ nord, 4° 31′ 58″ est | « IA00096242 » | |                    | Église Saint-Pierre-Saint-Paul d'Ampilly-le-Sec                                                                                    |
| Église de l'Assomption d'Ampilly-les-Bordes                                                                                        | Ampilly-les-Bordes                       |         | 47° 37′ 56″ nord, 4° 37′ 42″ est | « IA00063587 » | |                    | Église de l'Assomption d'Ampilly-les-Bordes                                                                                        |
| Église de la Nativité d'Ancey | Ancey                                    |         | 47° 19′ 45″ nord, 4° 49′ 34″ est | « IA00059759 » | |                    | Église de la Nativité d'Ancey |
| Église Saint-Antide d'Antheuil | Antheuil                                 |         | 47° 10′ 17″ nord, 4° 44′ 47″ est |                | |                    | Église Saint-Antide d'Antheuil |
| Église de l'Assomption d'Antigny-la-Ville                                                                                          | Antigny-la-Ville                         |         | 47° 06′ 03″ nord, 4° 33′ 35″ est |                | |                    | Église de l'Assomption d'Antigny-la-Ville                                                                                          |
| Église Saint-Martin d'Arc-sur-Tille                                                                                                | Arc-sur-Tille                            |         | 47° 20′ 32″ nord, 5° 11′ 37″ est |                | |                    | Église Saint-Martin d'Arc-sur-Tille                                                                                                |
| Église Saint-Pierre d'Arceau | Arceau                                   |         | 47° 23′ 09″ nord, 5° 11′ 25″ est | « PA00112060 » | Inscrit MH Portail occidental | 1925               | Église Saint-Pierre d'Arceau |
| Église Saint-Martin d'Arcenant | Arcenant                                 |         | 47° 08′ 20″ nord, 4° 50′ 42″ est |                | |                    | Église Saint-Martin d'Arcenant |
| Église de la Nativité-de-la-Sainte-Vierge d'Arcey                                                                                  | Arcey                                    |         | 47° 16′ 28″ nord, 4° 49′ 44″ est | « IA00059649 » | |                    | Église de la Nativité-de-la-Sainte-Vierge d'Arcey                                                                                  |
| Église de l'Assomption d'Arconcey                                                                                                  | Arconcey                                 |         | 47° 13′ 09″ nord, 4° 27′ 18″ est | « PA00112061 » | Inscrit MH | 1925               | Église de l'Assomption d'Arconcey                                                                                                  |
| Église de l'Assomption d'Argilly                                                                                                   | Argilly                                  |         | 47° 04′ 09″ nord, 5° 00′ 42″ est | « PA00112062 » | Inscrit MH | 1927               | Église de l'Assomption d'Argilly                                                                                                   |
| Église Saint-Laurent d'Arnay-le-Duc                                                                                                | Arnay-le-Duc                             |         | 47° 07′ 53″ nord, 4° 29′ 09″ est | « PA00112067 » | Classé MH | 1875               | Église Saint-Laurent d'Arnay-le-Duc                                                                                                |
| Église Saint-Alban d'Arnay-sous-Vitteaux                                                                                           | Arnay-sous-Vitteaux                      |         | 47° 26′ 44″ nord, 4° 29′ 51″ est |                | |                    | Église Saint-Alban d'Arnay-sous-Vitteaux                                                                                           |
| Église Saint-Pierre-Célestin d'Arrans                                                                                              | Arrans                                   |         | 47° 41′ 46″ nord, 4° 19′ 10″ est |                | |                    | Église Saint-Pierre-Célestin d'Arrans                                                                                              |
| Église Saint-Pierre d'Asnières-en-Montagne                                                                                         | Asnières-en-Montagne                     |         | 47° 43′ 05″ nord, 4° 16′ 25″ est | « PA00112072 » | Inscrit MH | 1976               | Église Saint-Pierre d'Asnières-en-Montagne                                                                                         |
| Église Notre-Dame-de-la-Nativité d'Asnières-lès-Dijon                                                                              | Asnières-lès-Dijon                       |         | 47° 23′ 07″ nord, 5° 02′ 41″ est |                | |                    | Église Notre-Dame-de-la-Nativité d'Asnières-lès-Dijon                                                                              |
| Église Saint-Cassien d'Athie | Athie                                    |         | 47° 34′ 00″ nord, 4° 15′ 10″ est |                | |                    | Image manquante Téléverser |
| Église Notre-Dame-de-la-Nativité d'Athée                                                                                           | Athée                                    |         | 47° 13′ 55″ nord, 5° 22′ 24″ est |                | |                    | Église Notre-Dame-de-la-Nativité d'Athée                                                                                           |
| Église Saint-Quentin d'Aubaine | Aubaine                                  |         | 47° 08′ 13″ nord, 4° 43′ 05″ est |                | |                    | Église Saint-Quentin d'Aubaine |
| Église Saint-Vincent d'Aubigny-en-Plaine                                                                                           | Aubigny-en-Plaine                        |         | 47° 07′ 59″ nord, 5° 10′ 38″ est |                | |                    | Église Saint-Vincent d'Aubigny-en-Plaine                                                                                           |
| Église Saint-Jean-Baptiste d'Aubigny-la-Ronce                                                                                      | Aubigny-la-Ronce                         |         | 46° 59′ 10″ nord, 4° 36′ 25″ est | « IA00061210 » | |                    | Église Saint-Jean-Baptiste d'Aubigny-la-Ronce                                                                                      |
| Église Saint-Paul d'Aubigny-lès-Sombernon                                                                                          | Aubigny-lès-Sombernon                    |         | 47° 18′ 21″ nord, 4° 38′ 25″ est | « IA00059852 » | |                    | Église Saint-Paul d'Aubigny-lès-Sombernon                                                                                          |
| Église Saint-Valentin-de-Rome d'Autricourt                                                                                         | Autricourt                               |         | 47° 59′ 52″ nord, 4° 37′ 14″ est | « PA00112075 » | Classé MH Église à l'exclusion de la façade et du clocher | 1914               | Église Saint-Valentin-de-Rome d'Autricourt                                                                                         |
| Église Sainte-Madeleine d'Auvillars-sur-Saône                                                                                      | Auvillars-sur-Saône                      |         | 47° 03′ 38″ nord, 5° 06′ 16″ est | « PA00112076 » | Classé MH Parois de l'église décorées de peintures murales ; Inscrit MH Chapelle seigneuriale                                                                        | 1912 ; 1925        | Église Sainte-Madeleine d'Auvillars-sur-Saône                                                                                      |
| Église Saint-Pierre d'Auxant | Auxant                                   |         | 47° 07′ 25″ nord, 4° 37′ 27″ est |                | |                    | Église Saint-Pierre d'Auxant |
| Église Saint-Martin d'Auxey-Duresses                                                                                               | Auxey-Duresses                           |         | 46° 59′ 10″ nord, 4° 44′ 46″ est | « PA00112079 » | Inscrit MH Clocher | 1927               | Église Saint-Martin d'Auxey-Duresses                                                                                               |
| Église Saint-Symphorien du Petit-Auxey                                                                                             | Auxey-Duresses                           |         | 46° 59′ 19″ nord, 4° 44′ 15″ est | « PA00112080 » | Inscrit MH | 1979               | Église Saint-Symphorien du Petit-Auxey                                                                                             |
| Église Notre-Dame d'Auxonne | Auxonne                                  |         | 47° 11′ 38″ nord, 5° 23′ 18″ est | « PA00112083 » | Classé MH | 1907               | Église Notre-Dame d'Auxonne |
| Église Saint-Denis d'Avelanges | Avelanges                                |         | 47° 35′ 09″ nord, 5° 01′ 32″ est |                | |                    | Église Saint-Denis d'Avelanges |
| Église Sainte-Croix d'Avosnes | Avosnes                                  |         | 47° 21′ 56″ nord, 4° 38′ 30″ est |                | |                    | Église Sainte-Croix d'Avosnes |
| Église Saint-Frou d'Avot | Avot                                     |         | 47° 37′ 07″ nord, 5° 00′ 50″ est |                | |                    | Église Saint-Frou d'Avot |
| Église de la Nativité de Bagnot | Bagnot                                   |         | 47° 03′ 35″ nord, 5° 04′ 30″ est | « PA00112092 » | Classé MH Les peintures murales ; Classé MH Le chœur ; Inscrit MH La nef                                                                                             | 1902 ; 1908 ; 2001 | Église de la Nativité de Bagnot |
| Église Sainte-Madeleine de Baigneux-les-Juifs                                                                                      | Baigneux-les-Juifs                       |         | 47° 36′ 03″ nord, 4° 39′ 00″ est | « PA00112094 » | Inscrit MH | 1947               | Église Sainte-Madeleine de Baigneux-les-Juifs                                                                                      |
| Église Saint-Pierre-ès-Liens de Balot                                                                                              | Balot                                    |         | 47° 48′ 50″ nord, 4° 25′ 45″ est | « IA00062835 » | |                    | Église Saint-Pierre-ès-Liens de Balot                                                                                              |
| Église Saint-Martial de Barbirey-sur-Ouche                                                                                         | Barbirey-sur-Ouche                       |         | 47° 15′ 10″ nord, 4° 45′ 13″ est |                | |                    | Église Saint-Martial de Barbirey-sur-Ouche                                                                                         |
| Église Saint-Jean-l'Évangéliste de Bard-le-Régulier                                                                                | Bard-le-Régulier                         |         | 47° 08′ 40″ nord, 4° 18′ 57″ est | « PA00112096 » | Classé MH | 1907               | Église Saint-Jean-l'Évangéliste de Bard-le-Régulier                                                                                |
| Église Saint-Matthieu de Bard-lès-Époisses                                                                                         | Bard-lès-Époisses                        |         | 47° 31′ 54″ nord, 4° 12′ 52″ est |                | |                    | Église Saint-Matthieu de Bard-lès-Époisses                                                                                         |
| Église de l'Assomption de Barges                                                                                                   | Barges                                   |         | 47° 12′ 39″ nord, 5° 03′ 33″ est |                | |                    | Église de l'Assomption de Barges                                                                                                   |
| Église Saint-Frodulphe dite Saint-Frou de Barjon                                                                                   | Barjon                                   |         | 47° 36′ 41″ nord, 4° 57′ 29″ est |                | |                    | Église Saint-Frodulphe dite Saint-Frou de Barjon                                                                                   |
| Église Saint-Léger de Baubigny | Baubigny                                 |         | 46° 58′ 38″ nord, 4° 41′ 13″ est | « IA00061224 » | |                    | Église Saint-Léger de Baubigny |
| Église Saint-Martin de Baulme-la-Roche                                                                                             | Baulme-la-Roche                          |         | 47° 20′ 46″ nord, 4° 47′ 56″ est | « IA00059738 » | |                    | Église Saint-Martin de Baulme-la-Roche                                                                                             |
| Église Saint-Georges de Beaulieu                                                                                                   | Beaulieu                                 |         | 47° 43′ 40″ nord, 4° 43′ 37″ est | « IA00054312 » | |                    | Église Saint-Georges de Beaulieu                                                                                                   |
| Église Saint-Barthélemy de Beaumont-sur-Vingeanne                                                                                  | Beaumont-sur-Vingeanne                   |         | 47° 27′ 50″ nord, 5° 21′ 48″ est | « IA00125914 » | |                    | Image manquante Téléverser |
| Basilique Notre-Dame de Beaune | Beaune                                   |         | 47° 01′ 27″ nord, 4° 50′ 12″ est | « PA00112108 » | Classé MH | 1840               | Basilique Notre-Dame de Beaune |
| Église Saint-Nicolas de Beaune | Beaune                                   |         | 47° 01′ 51″ nord, 4° 50′ 34″ est | « PA00112109 » | Classé MH | 1840               | Église Saint-Nicolas de Beaune |
| Église de la Nativité-et-Saint-Pierre de Beaunotte                                                                                 | Beaunotte                                |         | 47° 40′ 44″ nord, 4° 42′ 21″ est | « IA00054319 » | |                    | Église de la Nativité-et-Saint-Pierre de Beaunotte                                                                                 |
| Église Saint-Laurent de Beire-le-Châtel                                                                                            | Beire-le-Châtel                          |         | 47° 24′ 47″ nord, 5° 12′ 19″ est | « IA00125933 » | |                    | Église Saint-Laurent de Beire-le-Châtel                                                                                            |
| Église de l'Assomption de Belan-sur-Ource                                                                                          | Belan-sur-Ource                          |         | 47° 56′ 36″ nord, 4° 39′ 08″ est | « PA00112132 » | Inscrit MH | 1927               | Église de l'Assomption de Belan-sur-Ource                                                                                          |
| Église Saint-Sébastien de Bellefond                                                                                                | Bellefond                                |         | 47° 22′ 47″ nord, 5° 04′ 14″ est |                | |                    | Église Saint-Sébastien de Bellefond                                                                                                |
| Église Saint-Étienne de Belleneuve                                                                                                 | Belleneuve                               |         | 47° 21′ 28″ nord, 5° 16′ 01″ est | « IA00125969 » | |                    | Église Saint-Étienne de Belleneuve                                                                                                 |
| Église Saint-Pierre-Saint-Paul de Bellenod-sur-Seine                                                                               | Bellenod-sur-Seine                       |         | 47° 41′ 54″ nord, 4° 38′ 39″ est | « IA00054327 » | |                    | Église Saint-Pierre-Saint-Paul de Bellenod-sur-Seine                                                                               |
| Église Saint-Martin de Bellenot-sous-Pouilly                                                                                       | Bellenot-sous-Pouilly                    |         | 47° 17′ 01″ nord, 4° 32′ 35″ est | « PA00112133 » | Inscrit MH Clocher | 1925               | Église Saint-Martin de Bellenot-sous-Pouilly                                                                                       |
| Église de la Nativité de Beneuvre                                                                                                  | Beneuvre                                 |         | 47° 41′ 39″ nord, 4° 56′ 31″ est | « IA00050335 » | |                    | Église de la Nativité de Beneuvre                                                                                                  |
| Église Saint-Philoté de Bessey-en-Chaume                                                                                           | Bessey-en-Chaume                         |         | 47° 04′ 50″ nord, 4° 44′ 34″ est |                | |                    | Église Saint-Philoté de Bessey-en-Chaume                                                                                           |
| Église Saint-Nazaire-et-Saint-Celse de Bessey-la-Cour                                                                              | Bessey-la-Cour                           |         | 47° 05′ 54″ nord, 4° 36′ 52″ est |                | |                    | Église Saint-Nazaire-et-Saint-Celse de Bessey-la-Cour                                                                              |
| Église Saint-Vincent de Bessey-lès-Cîteaux                                                                                         | Bessey-lès-Cîteaux                       |         | 47° 09′ 19″ nord, 5° 09′ 32″ est |                | |                    | Église Saint-Vincent de Bessey-lès-Cîteaux                                                                                         |
| Église Saint-Martin anciennement chapelle Sainte-Marguerite de Beurey-Bauguay                                                      | Beurey-Bauguay                           |         | 47° 13′ 55″ nord, 4° 25′ 27″ est | « IA21000345 » | |                    | Église Saint-Martin anciennement chapelle Sainte-Marguerite de Beurey-Bauguay                                                      |
| Église Saint-Baudry de Beurizot | Beurizot                                 |         | 47° 21′ 08″ nord, 4° 29′ 39″ est |                | |                    | Église Saint-Baudry de Beurizot |
| Église Saint-Léonard de Bierre-lès-Semur                                                                                           | Bierre-lès-Semur                         |         | 47° 25′ 13″ nord, 4° 18′ 02″ est | « PA00112140 » | Inscrit MH | 1987               | Église Saint-Léonard de Bierre-lès-Semur                                                                                           |
| Église Saint-Martin de Billey | Billey                                   |         | 47° 08′ 42″ nord, 5° 25′ 54″ est |                | |                    | Église Saint-Martin de Billey |
| Église Saint-Georges de Billy-lès-Chanceaux                                                                                        | Billy-lès-Chanceaux                      |         | 47° 32′ 49″ nord, 4° 42′ 30″ est | « IA00063633 » | |                    | Église Saint-Georges de Billy-lès-Chanceaux                                                                                        |
| Église Saint-Denis de Binges | Binges                                   |         | 47° 19′ 45″ nord, 5° 16′ 15″ est | « PA00112141 » | Inscrit MH | 1950               | Église Saint-Denis de Binges |
| Église de la Nativité de Bissey-la-Côte                                                                                            | Bissey-la-Côte                           |         | 47° 54′ 48″ nord, 4° 42′ 38″ est | « IA00050514 » | |                    | Église de la Nativité de Bissey-la-Côte                                                                                            |
| Église Notre-Dame-de-la-Nativité de Bissey-la-Pierre                                                                               | Bissey-la-Pierre                         |         | 47° 50′ 54″ nord, 4° 25′ 30″ est | « IA00062849 » | |                    | Église Notre-Dame-de-la-Nativité de Bissey-la-Pierre                                                                               |
| Église de l'Assomption de Blagny-sur-Vingeanne                                                                                     | Blagny-sur-Vingeanne                     |         | 47° 26′ 14″ nord, 5° 22′ 07″ est | « IA00126047 » | |                    | Église de l'Assomption de Blagny-sur-Vingeanne                                                                                     |
| Église Saint-Rémi de Blaisy-Bas | Blaisy-Bas                               |         | 47° 22′ 18″ nord, 4° 44′ 09″ est | « IA00059697 » | |                    | Église Saint-Rémi de Blaisy-Bas |
| Église Saint-Martin de Blaisy-Haut                                                                                                 | Blaisy-Haut                              |         | 47° 21′ 43″ nord, 4° 45′ 38″ est | « IA00059677 » | |                    | Église Saint-Martin de Blaisy-Haut                                                                                                 |
| Église Saint-Symphorien de Blancey                                                                                                 | Blancey                                  |         | 47° 18′ 18″ nord, 4° 28′ 05″ est | « PA00112145 » | Inscrit MH | 1927               | Église Saint-Symphorien de Blancey                                                                                                 |
| Église Saint-Andoche-et-Saint-Thyrse de Blanot                                                                                     | Blanot                                   |         | 47° 10′ 23″ nord, 4° 14′ 12″ est |                | |                    | Église Saint-Andoche-et-Saint-Thyrse de Blanot                                                                                     |
| Église Saint-Georges-et-Saint-Eutrope de Bligny-le-Sec                                                                             | Bligny-le-Sec                            |         | 47° 26′ 39″ nord, 4° 44′ 33″ est | « IA21003989 » | |                    | Église Saint-Georges-et-Saint-Eutrope de Bligny-le-Sec                                                                             |
| Église Saint-Baldoux de Bligny-lès-Beaune                                                                                          | Bligny-lès-Beaune                        |         | 46° 59′ 08″ nord, 4° 49′ 27″ est | « PA00112147 » | Inscrit MH Clocher-abside | 1927               | Église Saint-Baldoux de Bligny-lès-Beaune                                                                                          |
| Église Saint-Germain-d'Auxerre de Bligny-sur-Ouche                                                                                 | Bligny-sur-Ouche                         |         | 47° 06′ 09″ nord, 4° 40′ 21″ est | « PA00112148 » | Inscrit MH Clocher | 1925               | Église Saint-Germain-d'Auxerre de Bligny-sur-Ouche                                                                                 |
| Église Saint-Germain-d'Auxerre de Bligny-sur-Ouche                                                                                 | Bligny-sur-Ouche                         |         | 47° 06′ 09″ nord, 4° 40′ 21″ est | « PA00112148 » | Inscrit MH Clocher | 1925               | Église Saint-Germain-d'Auxerre de Bligny-sur-Ouche                                                                                 |
| Église de l'Assomption de Boncourt-le-Bois                                                                                         | Boncourt-le-Bois                         |         | 47° 08′ 12″ nord, 4° 59′ 40″ est |                | |                    | Église de l'Assomption de Boncourt-le-Bois                                                                                         |
| Église de l'Immaculée-Conception de Bonnencontre                                                                                   | Bonnencontre                             |         | 47° 04′ 58″ nord, 5° 08′ 41″ est | « IA00070884 » | |                    | Église de l'Immaculée-Conception de Bonnencontre                                                                                   |
| Église Sainte-Claire de Boudreville                                                                                                | Boudreville                              |         | 47° 56′ 06″ nord, 4° 49′ 41″ est | « IA00050510 » | |                    | Église Sainte-Claire de Boudreville                                                                                                |
| Église Saint-Claude de Bouhey | Bouhey                                   |         | 47° 12′ 01″ nord, 4° 40′ 05″ est | « IA21000346 » | |                    | Église Saint-Claude de Bouhey |
| Église Saint-Martin de Bouilland                                                                                                   | Bouilland                                |         | 47° 07′ 53″ nord, 4° 46′ 42″ est |                | |                    | Église Saint-Martin de Bouilland                                                                                                   |
| Abbatiale Sainte-Marguerite de Bouilland                                                                                           | Bouilland                                |         | 47° 07′ 10″ nord, 4° 46′ 01″ est |                | |                    | Abbatiale Sainte-Marguerite de Bouilland                                                                                           |
| Église Saint-Martin de Bouix | Bouix                                    |         | 47° 53′ 14″ nord, 4° 29′ 00″ est | « IA00062863 » | |                    | Église Saint-Martin de Bouix |
| Église de la Nativité de Bourberain                                                                                                | Bourberain                               |         | 47° 30′ 00″ nord, 5° 17′ 46″ est |                | |                    | Image manquante Téléverser |
| Église de la Nativité de Bousselange                                                                                               | Bousselange                              |         | 46° 59′ 12″ nord, 5° 15′ 45″ est | « IA00070900 » | |                    | Église de la Nativité de Bousselange                                                                                               |
| Église Saint-Martin de Boussenois                                                                                                  | Boussenois                               |         | 46° 59′ 12″ nord, 5° 12′ 41″ est | « PA00112151 » | Inscrit MH | 1927               | Église Saint-Martin de Boussenois                                                                                                  |
| Église Saint-Barthélemy de Boussey                                                                                                 | Boussey                                  |         | 47° 22′ 23″ nord, 4° 33′ 11″ est |                | |                    | Église Saint-Barthélemy de Boussey                                                                                                 |
| Église Saint-Sulpice de Boux-sous-Salmaise                                                                                         | Boux-sous-Salmaise                       |         | 47° 28′ 23″ nord, 4° 38′ 13″ est | « PA00112153 » | Inscrit MH | 1947               | Église Saint-Sulpice de Boux-sous-Salmaise                                                                                         |
| Église Saint-Vincent de Bouze-lès-Beaune                                                                                           | Bouze-lès-Beaune                         |         | 47° 03′ 05″ nord, 4° 46′ 21″ est |                | |                    | Église Saint-Vincent de Bouze-lès-Beaune                                                                                           |
| Église du Sacré-Cœur de Braux | Braux                                    |         | 47° 24′ 34″ nord, 4° 25′ 30″ est |                | |                    | Église du Sacré-Cœur de Braux |
| Église Saint-Germain de Brazey-en-Morvan                                                                                           | Brazey-en-Morvan                         |         | 47° 10′ 19″ nord, 4° 17′ 17″ est |                | |                    | Église Saint-Germain de Brazey-en-Morvan                                                                                           |
| Église Saint-Rémy de Brazey-en-Plaine                                                                                              | Brazey-en-Plaine                         |         | 47° 08′ 03″ nord, 5° 12′ 55″ est | « PA00112763 » | Classé MH | 1995               | Église Saint-Rémy de Brazey-en-Plaine                                                                                              |
| Église Saint-Phal de Bretenière | Bretenière                               |         | 47° 14′ 18″ nord, 5° 07′ 16″ est | « IA21003284 » | |                    | Église Saint-Phal de Bretenière |
| Église Saint-Georges de Bretigny                                                                                                   | Bretigny                                 |         | 47° 23′ 55″ nord, 5° 05′ 58″ est |                | |                    | Église Saint-Georges de Bretigny                                                                                                   |
| Église Saint-Hippolyte de Brion-sur-Ource                                                                                          | Brion-sur-Ource                          |         | 47° 55′ 01″ nord, 4° 39′ 49″ est | « PA00112161 » | Inscrit MH | 1988               | Église Saint-Hippolyte de Brion-sur-Ource                                                                                          |
| Église Saint-Symphorien de Brochon                                                                                                 | Brochon                                  |         | 47° 14′ 21″ nord, 4° 58′ 14″ est | « IA21005224 » | |                    | Image manquante Téléverser |
| Église Saint-Martin de Brognon | Brognon                                  |         | 47° 24′ 14″ nord, 5° 09′ 50″ est | « IA21005224 » | |                    | Église Saint-Martin de Brognon |
| Église Saint-André de Broin | Broin                                    |         | 47° 04′ 42″ nord, 5° 06′ 47″ est | « PA00112163 » | Inscrit MH | 1976               | Église Saint-André de Broin |
| Église Saint-Léger de Broindon | Broindon                                 |         | 47° 11′ 55″ nord, 5° 02′ 40″ est |                | |                    | Église Saint-Léger de Broindon |
| Église Saint-Côme-Saint-Damien-et-Saint-Florentin de Brémur-et-Vaurois                                                             | Brémur-et-Vaurois                        |         | 47° 44′ 10″ nord, 4° 36′ 06″ est | « IA00096259 » | |                    | Église Saint-Côme-Saint-Damien-et-Saint-Florentin de Brémur-et-Vaurois                                                             |
| Église Saints-Pierre-et-Paul de Buffon                                                                                             | Buffon                                   |         | 47° 39′ 00″ nord, 4° 16′ 28″ est |                | |                    | Église Saints-Pierre-et-Paul de Buffon                                                                                             |
| Église Saint-Georges de Buncey | Buncey                                   |         | 47° 49′ 15″ nord, 4° 33′ 53″ est | « IA00096271 » | |                    | Église Saint-Georges de Buncey |
| Église Saint-Julien de Bure-les-Templiers                                                                                          | Bure-les-Templiers                       |         | 47° 44′ 21″ nord, 4° 53′ 45″ est | « PA00112165 » | Inscrit MH | 1927               | Église Saint-Julien de Bure-les-Templiers                                                                                          |
| Église Sainte-Thérèse de Busseaut                                                                                                  | Busseaut                                 |         | 47° 44′ 16″ nord, 4° 38′ 43″ est | « IA00054338 » | |                    | Église Sainte-Thérèse de Busseaut                                                                                                  |
| Église Saint-Ambroise de Busserotte-et-Montenaille                                                                                 | Busserotte-et-Montenaille                |         | 47° 39′ 48″ nord, 4° 58′ 45″ est | « PA00112166 » | Inscrit MH | 1947               | Église Saint-Ambroise de Busserotte-et-Montenaille                                                                                 |
| Église de la Nativité de Bussières                                                                                                 | Bussières                                |         | 47° 39′ 47″ nord, 4° 57′ 57″ est |                | |                    | Église de la Nativité de Bussières                                                                                                 |
| Église Notre-Dame-et-Saint-Blaise de Bussy-la-Pesle                                                                                | Bussy-la-Pesle                           |         | 47° 22′ 03″ nord, 4° 42′ 22″ est | « IA00059705 » | |                    | Église Notre-Dame-et-Saint-Blaise de Bussy-la-Pesle                                                                                |
| Église Saint-Antonin de Bussy-le-Grand                                                                                             | Bussy-le-Grand                           |         | 47° 34′ 27″ nord, 4° 31′ 08″ est | « PA00112170 » | Classé MH | 1915               | Église Saint-Antonin de Bussy-le-Grand                                                                                             |
| Église Saint-Maurice de Buxerolles                                                                                                 | Buxerolles                               |         | 47° 48′ 29″ nord, 4° 55′ 55″ est | « IA00050317 » | |                    | Église Saint-Maurice de Buxerolles                                                                                                 |
| Église Saint-Remi de Bèze | Bèze                                     |         | 47° 28′ 07″ nord, 5° 16′ 12″ est | « IA00125995 » | |                    | Église Saint-Remi de Bèze |
| Église de Bévy | Bévy                                     |         | 47° 10′ 45″ nord, 4° 51′ 15″ est |                | |                    | Église de Bévy |
| Église Saint-Martin de Bézouotte                                                                                                   | Bézouotte                                |         | 47° 22′ 59″ nord, 5° 20′ 05″ est | « PA00112138 » | Classé MH Clocher ; portail occidental ; Inscrit MH Eglise sauf parties classées                                                                                     | 1921 ; 1972        | Église Saint-Martin de Bézouotte                                                                                                   |
| Église Saint-Symphorien de Censerey                                                                                                | Censerey                                 |         | 47° 12′ 08″ nord, 4° 21′ 13″ est |                | |                    | Église Saint-Symphorien de Censerey                                                                                                |
| Église de Cessey-sur-Tille | Cessey-sur-Tille                         |         | 47° 16′ 48″ nord, 5° 13′ 21″ est | « PA00112171 » | Inscrit MH | 1974               | Église de Cessey-sur-Tille |
| Église Saint-Pierre de Chaignay | Chaignay                                 |         | 47° 28′ 40″ nord, 5° 04′ 12″ est |                | |                    | Église Saint-Pierre de Chaignay |
| Église Saint-Ursin-et-Saint-Barthélemy de Chailly-sur-Armançon                                                                     | Chailly-sur-Armançon                     |         | 47° 16′ 28″ nord, 4° 29′ 17″ est | « IA21000348 » | |                    | Église Saint-Ursin-et-Saint-Barthélemy de Chailly-sur-Armançon                                                                     |
| Église Saint-Louis de Chambain | Chambain                                 |         | 47° 47′ 53″ nord, 4° 55′ 16″ est | « IA00050286 » | |                    | Église Saint-Louis de Chambain |
| Église Saint-Bernard de Chambeire                                                                                                  | Chambeire                                |         | 47° 16′ 56″ nord, 5° 15′ 44″ est |                | |                    | Église Saint-Bernard de Chambeire                                                                                                  |
| Église de la Nativité de Chamblanc                                                                                                 | Chamblanc                                |         | 47° 01′ 17″ nord, 5° 09′ 00″ est | « IA00070920 » | |                    | Église de la Nativité de Chamblanc                                                                                                 |
| Église Sainte-Barbe-et-Saint-Sébastien de Chambolle-Musigny                                                                        | Chambolle-Musigny                        |         | 47° 11′ 06″ nord, 4° 57′ 05″ est | « PA00112175 » | Classé MH Choeur ; peintures murales dans le choeur ; fragments des verrières ; deux pierres tombales et deux inscriptions ; Inscrit MH Eglise sauf parties classées | 1896 ; 1928        | Église Sainte-Barbe-et-Saint-Sébastien de Chambolle-Musigny                                                                        |
| Église Saint-Michel de Chambœuf | Chambœuf                                 |         | 47° 13′ 50″ nord, 4° 54′ 22″ est |                | |                    | Image manquante Téléverser |
| Église Saint-Valentin-de-Griselles de Chamesson                                                                                    | Chamesson                                |         | 47° 47′ 24″ nord, 4° 32′ 34″ est | « IA00096287 » | |                    | Église Saint-Valentin-de-Griselles de Chamesson                                                                                    |
| Église Saint-Pierre-ès-Liens de Champ-d'Oiseau                                                                                     | Champ-d'Oiseau                           |         | 47° 33′ 15″ nord, 4° 20′ 47″ est |                | |                    | Église Saint-Pierre-ès-Liens de Champ-d'Oiseau                                                                                     |
| Église Saint-Julien de Champagne-sur-Vingeanne                                                                                     | Champagne-sur-Vingeanne                  |         | 47° 26′ 49″ nord, 5° 23′ 29″ est | « PA00112176 » | Inscrit MH | 1925               | Église Saint-Julien de Champagne-sur-Vingeanne                                                                                     |
| Église Saint-Remi-Saint-Germain de Champagny                                                                                       | Champagny                                |         | 47° 27′ 25″ nord, 4° 45′ 49″ est | « IA21004105 » | |                    | Église Saint-Remi-Saint-Germain de Champagny                                                                                       |
| Église Saint-Paul de Champdôtre | Champdôtre                               |         | 47° 10′ 56″ nord, 5° 18′ 19″ est |                | |                    | Image manquante Téléverser |
| Église Saint-Léger de Saint-Léger-de-Fourches                                                                                      | Champeau-en-Morvan                       |         | 47° 15′ 38″ nord, 4° 10′ 45″ est |                | |                    | Image manquante Téléverser |
| Église Saint-Jean-Baptiste de Champignolles                                                                                        | Champignolles                            |         | 47° 03′ 09″ nord, 4° 33′ 54″ est |                | |                    | Église Saint-Jean-Baptiste de Champignolles                                                                                        |
| Église Saint-Claude de Champrenault                                                                                                | Champrenault                             |         | 47° 23′ 57″ nord, 4° 40′ 50″ est |                | |                    | Église Saint-Claude de Champrenault                                                                                                |
| Église Saint-Louis de Chanceaux | Chanceaux                                |         | 47° 31′ 10″ nord, 4° 43′ 07″ est | « IA21000955 » | |                    | Église Saint-Louis de Chanceaux |
| Église Saint-Martin de Channay | Channay                                  |         | 47° 52′ 56″ nord, 4° 19′ 50″ est | « IA00062880 » | |                    | Église Saint-Martin de Channay |
| Église Saint-Didier de Charencey                                                                                                   | Charencey                                |         | 47° 25′ 20″ nord, 4° 40′ 13″ est |                | |                    | Église Saint-Didier de Charencey                                                                                                   |
| Église Saint-Martin-et-Saint-Renobert de Charigny                                                                                  | Charigny                                 |         | 47° 25′ 49″ nord, 4° 25′ 34″ est |                | |                    | Église Saint-Martin-et-Saint-Renobert de Charigny                                                                                  |
| Église Saint-Germain de Charny | Charny                                   |         | 47° 20′ 15″ nord, 4° 25′ 44″ est |                | |                    | Église Saint-Germain de Charny |
| Église Saint-Pierre de Charrey-sur-Saône                                                                                           | Charrey-sur-Saône                        |         | 47° 05′ 23″ nord, 5° 09′ 33″ est |                | |                    | Église Saint-Pierre de Charrey-sur-Saône                                                                                           |
| Église Saint-Hilaire de Charrey-sur-Seine                                                                                          | Charrey-sur-Seine                        |         | 47° 56′ 42″ nord, 4° 30′ 48″ est | « IA00096040 » | |                    | Église Saint-Hilaire de Charrey-sur-Seine                                                                                          |
| Église Saint-Marc de Chassagne-Montrachet                                                                                          | Chassagne-Montrachet                     |         | 46° 56′ 13″ nord, 4° 43′ 43″ est | « IA00061246 » | |                    | Église Saint-Marc de Chassagne-Montrachet                                                                                          |
| Église de la Nativité-de-la-Sainte-Vierge de Chassey                                                                               | Chassey                                  |         | 47° 28′ 38″ nord, 4° 26′ 43″ est |                | |                    | Église de la Nativité-de-la-Sainte-Vierge de Chassey                                                                               |
| Église Saint-Symphorien de Chaudenay-la-Ville                                                                                      | Chaudenay-la-Ville                       |         | 47° 09′ 51″ nord, 4° 38′ 53″ est |                | |                    | Église Saint-Symphorien de Chaudenay-la-Ville                                                                                      |
| Église Saint-Pierre de Chaudenay-le-Château                                                                                        | Chaudenay-le-Château                     |         | 47° 10′ 39″ nord, 4° 38′ 40″ est |                | |                    | Église Saint-Pierre de Chaudenay-le-Château                                                                                        |
| Église Saint-Sulpice de Chaugey | Chaugey                                  |         | 47° 45′ 10″ nord, 4° 57′ 05″ est | « IA00050305 » | |                    | Église Saint-Sulpice de Chaugey |
| Église Saint-Martin de Courchamp                                                                                                   | Chaume-et-Courchamp                      |         | 47° 35′ 54″ nord, 5° 22′ 27″ est |                | |                    | Église Saint-Martin de Courchamp                                                                                                   |
| Église Saint-Michel de Chaume | Chaume-et-Courchamp                      |         | 47° 34′ 14″ nord, 5° 21′ 11″ est |                | |                    | Église Saint-Michel de Chaume |
| Église Saint-Denis de Chaume-lès-Baigneux                                                                                          | Chaume-lès-Baigneux                      |         | 47° 37′ 37″ nord, 4° 34′ 54″ est | « IA00063650 » | |                    | Église Saint-Denis de Chaume-lès-Baigneux                                                                                          |
| Église Saint-Martin de Chaumont-le-Bois                                                                                            | Chaumont-le-Bois                         |         | 47° 55′ 32″ nord, 4° 34′ 42″ est | « IA00096299 » | |                    | Église Saint-Martin de Chaumont-le-Bois                                                                                            |
| Église Saint-Pierre de Chaux | Chaux                                    |         | 47° 07′ 46″ nord, 4° 54′ 24″ est |                | |                    | Église Saint-Pierre de Chaux |
| Église Saint-Michel de Chazeuil | Chazeuil                                 |         | 47° 33′ 37″ nord, 5° 16′ 15″ est |                | |                    | Image manquante Téléverser |
| Église Saint-Martin de Chazilly | Chazilly                                 |         | 47° 10′ 57″ nord, 4° 34′ 53″ est | « IA21000352 » | |                    | Église Saint-Martin de Chazilly |
| Église Saint-Lazare de Chazilly | Chazilly                                 |         | 47° 10′ 54″ nord, 4° 34′ 55″ est | « IA21000351 » | |                    | Image manquante Téléverser |
| Église de la Nativité de Chemin-d'Aisey                                                                                            | Chemin-d'Aisey                           |         | 47° 44′ 27″ nord, 4° 33′ 51″ est |                | |                    | Église de la Nativité de Chemin-d'Aisey                                                                                            |
| Église Saint-Nazaire de Chenôve | Chenôve                                  |         | 47° 17′ 33″ nord, 5° 00′ 03″ est | « IA21005244 » | |                    | Église Saint-Nazaire de Chenôve |
| Église de l'Assomption de Cheuge                                                                                                   | Cheuge                                   |         | 47° 23′ 23″ nord, 5° 23′ 36″ est | « IA00126107 » | |                    | Église de l'Assomption de Cheuge                                                                                                   |
| Église de la Nativité de Chevannay                                                                                                 | Chevannay                                |         | 47° 23′ 47″ nord, 4° 39′ 18″ est |                | |                    | Église de la Nativité de Chevannay                                                                                                 |
| Église Saint-Michel de Chevannes                                                                                                   | Chevannes                                |         | 47° 09′ 31″ nord, 4° 50′ 57″ est |                | |                    | Image manquante Téléverser |
| Église de la Trinité de Chevigny-Saint-Sauveur                                                                                     | Chevigny-Saint-Sauveur                   |         | 47° 18′ 05″ nord, 5° 08′ 04″ est | « IA21003290 » | |                    | Église de la Trinité de Chevigny-Saint-Sauveur                                                                                     |
| Église de la Visitation de Chevigny-Saint-Sauveur                                                                                  | Chevigny-Saint-Sauveur                   |         | 47° 18′ 16″ nord, 5° 07′ 08″ est | « IA21003295 » | |                    | Image manquante Téléverser |
| Église Saint-Didier de Chevigny-en-Valière                                                                                         | Chevigny-en-Valière                      |         | 46° 57′ 59″ nord, 4° 58′ 43″ est |                | |                    | Image manquante Téléverser |
| Église Saint-Léger de Chivres | Chivres                                  |         | 46° 58′ 42″ nord, 5° 05′ 47″ est | « IA00070933 » | |                    | Église Saint-Léger de Chivres |
| Église Saint-Luc de Chorey-les-Beaune                                                                                              | Chorey-les-Beaune                        |         | 47° 02′ 56″ nord, 4° 52′ 12″ est | « IA21004704 » | |                    | Église Saint-Luc de Chorey-les-Beaune                                                                                              |
| Église Saint-Philippe-et-Saint-Jacques de Châteauneuf                                                                              | Châteauneuf                              |         | 47° 13′ 00″ nord, 4° 38′ 28″ est | « IA21000349 » | |                    | Église Saint-Philippe-et-Saint-Jacques de Châteauneuf                                                                              |
| Église Saint-Pierre de Châtellenot                                                                                                 | Châtellenot                              |         | 47° 14′ 09″ nord, 4° 29′ 18″ est | « IA21000350 » | |                    | Église Saint-Pierre de Châtellenot                                                                                                 |
| Église Saint-Vorles de Châtillon-sur-Seine                                                                                         | Châtillon-sur-Seine                      |         | 47° 51′ 30″ nord, 4° 34′ 36″ est | « PA00112194 » | Classé MH | 1909               | Église Saint-Vorles de Châtillon-sur-Seine                                                                                         |
| Église Saint-Nicolas de Châtillon-sur-Seine                                                                                        | Châtillon-sur-Seine                      |         | 47° 51′ 27″ nord, 4° 34′ 23″ est | « PA00112193 » | Classé MH | 1942               | Église Saint-Nicolas de Châtillon-sur-Seine                                                                                        |
| Église Saint-Pierre des Génovéfains de Châtillon-sur-Seine                                                                         | Châtillon-sur-Seine                      |         | 47° 51′ 31″ nord, 4° 34′ 26″ est | « PA00112192 » | Classé MH | 1930               | Église Saint-Pierre des Génovéfains de Châtillon-sur-Seine                                                                         |
| Église Saint-Jean-Baptiste de Châtillon-sur-Seine                                                                                  | Châtillon-sur-Seine                      |         | 47° 51′ 44″ nord, 4° 34′ 08″ est | « PA00112757 » | Inscrit MH | 1991               | Église Saint-Jean-Baptiste de Châtillon-sur-Seine                                                                                  |
| Église Saint-Laurent de Cirey-lès-Pontailler                                                                                       | Cirey-lès-Pontailler                     |         | 47° 18′ 29″ nord, 5° 17′ 39″ est |                | |                    | Église Saint-Laurent de Cirey-lès-Pontailler                                                                                       |
| Église Sainte-Marie-Madeleine de Civry-en-Montagne                                                                                 | Civry-en-Montagne                        |         | 47° 17′ 28″ nord, 4° 36′ 42″ est | « IA21000353 » | |                    | Église Sainte-Marie-Madeleine de Civry-en-Montagne                                                                                 |
| Église Saint-Cyr-et-Sainte-Julitte de Clamerey                                                                                     | Clamerey                                 |         | 47° 23′ 14″ nord, 4° 25′ 37″ est | « PA00112216 » | Inscrit MH | 1988               | Église Saint-Cyr-et-Sainte-Julitte de Clamerey                                                                                     |
| Église Saint-Médard de Clomot | Clomot                                   |         | 47° 11′ 23″ nord, 4° 29′ 14″ est | « PA00112219 » | Inscrit MH Choeur, abside, chapelle du 16e siècle au nord du choeur                                                                                                  | 1925               | Église Saint-Médard de Clomot |
| Église Saint-Pierre de Clémencey                                                                                                   | Clémencey                                |         | 47° 14′ 50″ nord, 4° 52′ 56″ est |                | |                    | Église Saint-Pierre de Clémencey                                                                                                   |
| Église de la Nativité de Clénay | Clénay                                   |         | 47° 24′ 14″ nord, 5° 07′ 15″ est |                | |                    | Église de la Nativité de Clénay |
| Église de l'Assomption de Cléry | Cléry                                    |         | 47° 17′ 18″ nord, 5° 29′ 38″ est |                | |                    | Église de l'Assomption de Cléry |
| Église Saint-Pierre de Collonges-lès-Bévy                                                                                          | Collonges-lès-Bévy                       |         | 47° 10′ 13″ nord, 4° 51′ 06″ est |                | |                    | Église Saint-Pierre de Collonges-lès-Bévy                                                                                          |
| Église de la Nativité de Colombier                                                                                                 | Colombier                                |         | 47° 10′ 00″ nord, 4° 40′ 18″ est |                | |                    | Église de la Nativité de Colombier                                                                                                 |
| Abbaye de Saint-Hippolyte | Combertault                              |         | 46° 59′ 40″ nord, 4° 53′ 57″ est | « PA00112221 » | Classé MH | 1967               | Abbaye de Saint-Hippolyte |
| Église de la Nativité-et-Saint-Blaise de Comblanchien                                                                              | Comblanchien                             |         | 47° 06′ 13″ nord, 4° 55′ 21″ est | « IA21005100 » | |                    | Image manquante Téléverser |
| Église Saint-Thibault de Commarin                                                                                                  | Commarin                                 |         | 47° 15′ 25″ nord, 4° 38′ 54″ est | « IA21000354 » | |                    | Église Saint-Thibault de Commarin                                                                                                  |
| Église Saint-Hilaire de Corberon                                                                                                   | Corberon                                 |         | 47° 00′ 38″ nord, 4° 59′ 44″ est | « IA00070947 » | |                    | Église Saint-Hilaire de Corberon                                                                                                   |
| Église Saint-Pierre de Corcelles-les-Arts                                                                                          | Corcelles-les-Arts                       |         | 46° 57′ 09″ nord, 4° 47′ 41″ est |                | |                    | Église Saint-Pierre de Corcelles-les-Arts                                                                                          |
| Église Saint-Pierre de Corcelles-les-Monts                                                                                         | Corcelles-les-Monts                      |         | 47° 17′ 44″ nord, 4° 56′ 22″ est |                | |                    | Église Saint-Pierre de Corcelles-les-Monts                                                                                         |
| Église de la Nativité de Corcelles-lès-Cîteaux                                                                                     | Corcelles-lès-Cîteaux                    |         | 47° 10′ 24″ nord, 5° 04′ 50″ est |                | |                    | Église de la Nativité de Corcelles-lès-Cîteaux                                                                                     |
| Église de la Conversion-de-Saint-Paul de Corgengoux                                                                                | Corgengoux                               |         | 46° 59′ 29″ nord, 4° 59′ 14″ est | « IA00070959 » | |                    | Église de la Conversion-de-Saint-Paul de Corgengoux                                                                                |
| Église Saint-Pierre de Corgoloin                                                                                                   | Corgoloin                                |         | 47° 05′ 03″ nord, 4° 54′ 52″ est | « PA00112226 » | Inscrit MH Façades et toitures | 1981               | Église Saint-Pierre de Corgoloin                                                                                                   |
| Église Saint-Antoine de Cormot-le-Grand                                                                                            | Cormot-le-Grand                          |         | 46° 57′ 44″ nord, 4° 38′ 36″ est |                | |                    | Église Saint-Antoine de Cormot-le-Grand                                                                                            |
| Église Saint-Pierre de Corpeau | Corpeau                                  |         | 46° 55′ 47″ nord, 4° 45′ 09″ est | « IA00061278 » | |                    | Église Saint-Pierre de Corpeau |
| Église de l'Immaculée-Conception de Corrombles                                                                                     | Corrombles                               |         | 47° 31′ 00″ nord, 4° 11′ 45″ est |                | |                    | Église de l'Immaculée-Conception de Corrombles                                                                                     |
| Église Saint-Maurice de Corsaint                                                                                                   | Corsaint                                 |         | 47° 32′ 20″ nord, 4° 11′ 58″ est |                | |                    | Église Saint-Maurice de Corsaint                                                                                                   |
| Église Saint-Germain-d'Auxerre-et-Saint-Remi de Couchey                                                                            | Couchey                                  |         | 47° 15′ 36″ nord, 4° 58′ 49″ est | « IA21005192 » | |                    | Église Saint-Germain-d'Auxerre-et-Saint-Remi de Couchey                                                                            |
| Église Saint-Germain de Coulmier                                                                                                   | Coulmier-le-Sec                          |         | 47° 45′ 03″ nord, 4° 29′ 37″ est | « PA00112235 » | Classé MH | 1941               | Église Saint-Germain de Coulmier                                                                                                   |
| Église Saint-Germain-d'Auxerre de Courban                                                                                          | Courban                                  |         | 47° 55′ 05″ nord, 4° 44′ 11″ est | « IA00050495 » | |                    | Église Saint-Germain-d'Auxerre de Courban                                                                                          |
| Église Saint-Jean-Baptiste de Courcelles-Frémoy                                                                                    | Courcelles-Frémoy                        |         | 47° 26′ 58″ nord, 4° 10′ 25″ est |                | |                    | Église Saint-Jean-Baptiste de Courcelles-Frémoy                                                                                    |
| Église Saint-Pierre de Courcelles-lès-Montbard                                                                                     | Courcelles-lès-Montbard                  |         | 47° 35′ 38″ nord, 4° 23′ 56″ est | « IA21003950 » | |                    | Église Saint-Pierre de Courcelles-lès-Montbard                                                                                     |
| Église Saint-Étienne de Courcelles-lès-Semur                                                                                       | Courcelles-lès-Semur                     |         | 47° 27′ 19″ nord, 4° 17′ 50″ est |                | |                    | Église Saint-Étienne de Courcelles-lès-Semur                                                                                       |
| Église Saint-Remi de Courlon | Courlon                                  |         | 47° 39′ 02″ nord, 5° 00′ 20″ est |                | |                    | Image manquante Téléverser |
| Église de la Nativité de Courtivron                                                                                                | Courtivron                               |         | 47° 32′ 27″ nord, 4° 58′ 00″ est |                | |                    | Église de la Nativité de Courtivron                                                                                                |
| Église Saint-Barthélemy de Couternon                                                                                               | Couternon                                |         | 47° 20′ 03″ nord, 5° 09′ 17″ est |                | |                    | Église Saint-Barthélemy de Couternon                                                                                               |
| Église Saint-Hyppolite de Crugey                                                                                                   | Crugey                                   |         | 47° 11′ 06″ nord, 4° 40′ 31″ est |                | |                    | Église Saint-Hyppolite de Crugey                                                                                                   |
| Église Saint-Symphorien de Créancey                                                                                                | Créancey                                 |         | 47° 14′ 56″ nord, 4° 35′ 10″ est | « PA00112243 » | Inscrit MH Choeur et deux chapelles latérales | 1925               | Image manquante Téléverser |
| Église Saint-Marc de Panthier | Créancey                                 |         | 47° 15′ 05″ nord, 4° 36′ 34″ est |                | |                    | Image manquante Téléverser |
| Église de la Nativité de Crécey-sur-Tille                                                                                          | Crécey-sur-Tille                         |         | 47° 33′ 34″ nord, 5° 07′ 42″ est |                | |                    | Église de la Nativité de Crécey-sur-Tille                                                                                          |
| Église Saint-Étienne de Crépand | Crépand                                  |         | 47° 36′ 43″ nord, 4° 18′ 37″ est |                | |                    | Église Saint-Étienne de Crépand |
| Église Saint-Pierre de Culètre | Culètre                                  |         | 47° 08′ 51″ nord, 4° 34′ 36″ est |                | |                    | Église Saint-Pierre de Culètre |
| Église Saints-Philippe-et-Jacques de Curtil-Saint-Seine                                                                            | Curtil-Saint-Seine                       |         | 47° 27′ 01″ nord, 4° 55′ 39″ est | « IA21004170 » | |                    | Image manquante Téléverser |
| Église Saint-Rémi de Cussey-les-Forges                                                                                             | Cussey-les-Forges                        |         | 47° 38′ 34″ nord, 5° 04′ 44″ est | « PA00112245 » | Classé MH | 1909               | Église Saint-Rémi de Cussey-les-Forges                                                                                             |
| Église Saint-Symphorien de Cussy-la-Colonne                                                                                        | Cussy-la-Colonne                         |         | 47° 02′ 25″ nord, 4° 38′ 34″ est |                | |                    | Image manquante Téléverser |
| Église de la Nativité de Cussy-le-Châtel                                                                                           | Cussy-le-Châtel                          |         | 47° 09′ 53″ nord, 4° 35′ 00″ est |                | |                    | Image manquante Téléverser |
| Église Saint-Martin de Cérilly | Cérilly                                  |         | 47° 52′ 01″ nord, 4° 29′ 40″ est | « IA00062872 » | |                    | Église Saint-Martin de Cérilly |
| Église Saint-Laurent de Daix | Daix                                     |         | 47° 21′ 10″ nord, 4° 59′ 55″ est | « IA21003299 » | |                    | Église Saint-Laurent de Daix |
| Église Saint-Pierre de Dampierre-en-Montagne                                                                                       | Dampierre-en-Montagne                    |         | 47° 25′ 59″ nord, 4° 33′ 29″ est |                | |                    | Église Saint-Pierre de Dampierre-en-Montagne                                                                                       |
| Église Saint-Pierre de Dampierre-et-Flée                                                                                           | Dampierre-et-Flée                        |         | 47° 28′ 22″ nord, 5° 22′ 09″ est | « PA00112246 » | Inscrit MH | 1984               | Église Saint-Pierre de Dampierre-et-Flée                                                                                           |
| Église Saint-Bénigne de Darcey | Darcey                                   |         | 47° 33′ 05″ nord, 4° 34′ 14″ est | « PA00112247 » | Inscrit MH | 1947               | Église Saint-Bénigne de Darcey |
| Église Saint-Martin de Darois | Darois                                   |         | 47° 23′ 28″ nord, 4° 56′ 25″ est |                | |                    | Église Saint-Martin de Darois |
| Église Saint-Andoche-et-Sainte-Sabine de Diancey                                                                                   | Diancey                                  |         | 47° 10′ 57″ nord, 4° 21′ 51″ est |                | |                    | Église Saint-Andoche-et-Sainte-Sabine de Diancey                                                                                   |
| Cathédrale Saint-Bénigne de Dijon                                                                                                  | Dijon                                    |         | 47° 19′ 17″ nord, 5° 02′ 04″ est | « PA00112249 » | Classé MH | 2014               | Cathédrale Saint-Bénigne de Dijon                                                                                                  |
| Église Notre-Dame de Dijon | Dijon                                    |         | 47° 19′ 22″ nord, 5° 02′ 30″ est | « PA00112267 » | Classé MH | 1840               | Église Notre-Dame de Dijon |
| Église du Sacré-Cœur de Dijon | Dijon                                    |         | 47° 20′ 08″ nord, 5° 03′ 10″ est | « PA21000071 » | Inscrit MH | 2012               | Église du Sacré-Cœur de Dijon |
| Église Saint-Étienne de Dijon | Dijon                                    |         | 47° 19′ 15″ nord, 5° 02′ 39″ est | « PA00112268 » | Classé MH | 1862               | Église Saint-Étienne de Dijon |
| Église Saint-Jean de Dijon | Dijon                                    |         | 47° 19′ 13″ nord, 5° 02′ 10″ est | « PA00112269 » | Classé MH | 1862               | Église Saint-Jean de Dijon |
| Église Saint-Michel de Dijon | Dijon                                    |         | 47° 19′ 16″ nord, 5° 02′ 43″ est | « PA00112270 » | Classé MH | 1840               | Église Saint-Michel de Dijon |
| Église Saint-Philibert de Dijon | Dijon                                    |         | 47° 19′ 15″ nord, 5° 02′ 06″ est | « PA00112271 » | Classé MH | 1862               | Église Saint-Philibert de Dijon |
| Église Sainte-Anne de Dijon | Dijon                                    |         | 47° 19′ 04″ nord, 5° 02′ 17″ est | « PA00112276 » | Classé MH | 1945               | Église Sainte-Anne de Dijon |
| Église Sainte-Bernadette de Dijon                                                                                                  | Dijon                                    |         | 47° 19′ 54″ nord, 5° 03′ 53″ est | « PA21000042 » | Classé MH | 2011               | Église Sainte-Bernadette de Dijon                                                                                                  |
| Église Saint-Pierre de Dijon | Dijon                                    |         | 47° 18′ 57″ nord, 5° 02′ 32″ est | « IA21001665 » | |                    | Église Saint-Pierre de Dijon |
| Église Saint-Joseph de Dijon | Dijon                                    |         | 47° 19′ 49″ nord, 5° 02′ 17″ est | « IA21000896 » | |                    | Église Saint-Joseph de Dijon |
| Église Saint-Jean-Bosco de Dijon                                                                                                   | Dijon                                    |         | 47° 20′ 35″ nord, 5° 02′ 29″ est |                | |                    | Église Saint-Jean-Bosco de Dijon                                                                                                   |
| Église Saint-Paul de Dijon | Dijon                                    |         | 47° 18′ 26″ nord, 5° 03′ 17″ est | « IA21000928 » | |                    | Église Saint-Paul de Dijon |
| Église Sainte-Chantal de Dijon | Dijon                                    |         | 47° 18′ 55″ nord, 5° 01′ 23″ est | « IA21000925 » | |                    | Église Sainte-Chantal de Dijon |
| Église Saint-Bernard de Dijon | Dijon                                    |         | 47° 19′ 51″ nord, 5° 01′ 10″ est |                | |                    | Église Saint-Bernard de Dijon |
| Église Sainte-Jeanne-d'Arc de Dijon                                                                                                | Dijon                                    |         | 47° 19′ 04″ nord, 5° 03′ 57″ est |                | |                    | Église Sainte-Jeanne-d'Arc de Dijon                                                                                                |
| Église de la Bienheureuse-Élisabeth-de-la-Trinité de Dijon                                                                         | Dijon                                    |         | 47° 19′ 15″ nord, 5° 00′ 21″ est |                | |                    | Image manquante Téléverser |
| Église du collège de Jésuites de Dijon                                                                                             | Dijon                                    |         | 47° 19′ 09″ nord, 5° 02′ 34″ est |                | |                    | Église du collège de Jésuites de Dijon                                                                                             |
| Église Saint-Corneille de Diénay                                                                                                   | Diénay                                   |         | 47° 31′ 21″ nord, 5° 04′ 05″ est |                | |                    | Église Saint-Corneille de Diénay                                                                                                   |
| Église Saint-Pierre de Dompierre-en-Morvan                                                                                         | Dompierre-en-Morvan                      |         | 47° 23′ 38″ nord, 4° 13′ 58″ est |                | |                    | Église Saint-Pierre de Dompierre-en-Morvan                                                                                         |
| Église Saint-Pierre-ès-Liens de Drambon                                                                                            | Drambon                                  |         | 47° 20′ 13″ nord, 5° 21′ 43″ est |                | |                    | Église Saint-Pierre-ès-Liens de Drambon                                                                                            |
| Église Saint-Denis de Drée | Drée                                     |         | 47° 21′ 04″ nord, 4° 41′ 25″ est | « IA00059653 » | |                    | Église Saint-Denis de Drée |
| Église Saint-Philippe-et-Saint-Jacques de Duesme                                                                                   | Duesme                                   |         | 47° 38′ 41″ nord, 4° 41′ 03″ est | « IA00054352 » | |                    | Église Saint-Philippe-et-Saint-Jacques de Duesme                                                                                   |
| Église de la Nativité d'Esbarres                                                                                                   | Esbarres                                 |         | 47° 05′ 43″ nord, 5° 12′ 59″ est | « PA00112445 » | Inscrit MH Portail | 1925               | Église de la Nativité d'Esbarres                                                                                                   |
| Église Saint-Médard d'Essarois | Essarois                                 |         | 47° 45′ 12″ nord, 4° 47′ 05″ est | « IA00050315 » | |                    | Église Saint-Médard d'Essarois |
| Église Saint-Germain d'Essey | Essey                                    |         | 47° 12′ 15″ nord, 4° 31′ 28″ est | « IA21000357 » | |                    | Église Saint-Germain d'Essey |
| Église Saint-Denis de Fain-lès-Montbard                                                                                            | Fain-lès-Montbard                        |         | 47° 36′ 23″ nord, 4° 23′ 56″ est |                | |                    | Église Saint-Denis de Fain-lès-Montbard                                                                                            |
| Église de l'Assomption de Fain-lès-Moutiers                                                                                        | Fain-lès-Moutiers                        |         | 47° 35′ 02″ nord, 4° 12′ 44″ est |                | |                    | Image manquante Téléverser |
| Église Saint-Georges de Fauverney                                                                                                  | Fauverney                                |         | 47° 15′ 18″ nord, 5° 08′ 44″ est |                | |                    | Église Saint-Georges de Fauverney                                                                                                  |
| Église Saint-Renobert de Favrolles-les-Lucey                                                                                       | Faverolles-lès-Lucey                     |         | 47° 50′ 08″ nord, 4° 51′ 45″ est | « IA00050291 » | |                    | Église Saint-Renobert de Favrolles-les-Lucey                                                                                       |
| Église Saint-Antoine de Fixey | Fixin                                    |         | 47° 15′ 02″ nord, 4° 58′ 11″ est | « PA00112450 » | Classé MH | 1912               | Église Saint-Antoine de Fixey |
| Église Saint-Martin de Fixin | Fixin                                    |         | 47° 14′ 41″ nord, 4° 58′ 10″ est | « PA00112451 » | Inscrit MH | 1947               | Église Saint-Martin de Fixin |
| Église Saint-Maurice de Flacey | Flacey                                   |         | 47° 25′ 48″ nord, 5° 08′ 54″ est |                | |                    | Église Saint-Maurice de Flacey |
| Église de l'Assomption de Flagey-Echézeaux                                                                                         | Flagey-Echézeaux                         |         | 47° 09′ 55″ nord, 4° 58′ 49″ est | « IA21005139 » | |                    | Église de l'Assomption de Flagey-Echézeaux                                                                                         |
| Église Saint-Laurent de Flagey-lès-Auxonne                                                                                         | Flagey-lès-Auxonne                       |         | 47° 08′ 50″ nord, 5° 23′ 33″ est |                | |                    | Église Saint-Laurent de Flagey-lès-Auxonne                                                                                         |
| Église Saint-Léger de Flammerans                                                                                                   | Flammerans                               |         | 47° 13′ 51″ nord, 5° 26′ 53″ est | « PA00112452 » | Inscrit MH | 1976               | Image manquante Téléverser |
| Église Saint-Jean-Baptiste-et-Saint-Vincent de Flavignerot                                                                         | Flavignerot                              |         | 47° 16′ 43″ nord, 4° 55′ 04″ est |                | |                    | Église Saint-Jean-Baptiste-et-Saint-Vincent de Flavignerot                                                                         |
| Église Saint-Genest de Flavigny-sur-Ozerain                                                                                        | Flavigny-sur-Ozerain                     |         | 47° 30′ 43″ nord, 4° 31′ 54″ est | « PA00112455 » | Classé MH | 1840               | Église Saint-Genest de Flavigny-sur-Ozerain                                                                                        |
| Église du séminaire international Saint-Curé-d'Ars de Flavigny-sur-Ozerain                                                         | Flavigny-sur-Ozerain                     |         | 47° 30′ 50″ nord, 4° 31′ 48″ est |                | |                    | Image manquante Téléverser |
| Abbaye Saint-Pierre de Flavigny-sur-Ozerain                                                                                        | Flavigny-sur-Ozerain                     |         | 47° 30′ 41″ nord, 4° 31′ 49″ est | « PA00112454 » | Classé MH | 2013               | Image manquante Téléverser |
| Église de l'abbaye Saint-Joseph-de-Clairval de Flavigny-sur-Ozerain                                                                | Flavigny-sur-Ozerain                     |         | 47° 30′ 38″ nord, 4° 31′ 51″ est |                | |                    | Église de l'abbaye Saint-Joseph-de-Clairval de Flavigny-sur-Ozerain                                                                |
| Église Saint-Jean-Baptiste de Fleurey-sur-Ouche                                                                                    | Fleurey-sur-Ouche                        |         | 47° 18′ 58″ nord, 4° 51′ 36″ est | « PA00112460 » | Inscrit MH | 1983               | Église Saint-Jean-Baptiste de Fleurey-sur-Ouche                                                                                    |
| Église Saint-Symphorien de Flée | Flée                                     |         | 47° 26′ 10″ nord, 4° 19′ 43″ est |                | |                    | Église Saint-Symphorien de Flée |
| Église Saint-Martin de Foissy | Foissy                                   |         | 47° 07′ 21″ nord, 4° 33′ 43″ est |                | |                    | Image manquante Téléverser |
| Église Saint-Remi de Foncegrive | Foncegrive                               |         | 47° 36′ 40″ nord, 5° 09′ 24″ est |                | |                    | Image manquante Téléverser |
| Église Saint-Sulpice-le-Pieux de Fontaine-Française                                                                                | Fontaine-Française                       |         | 47° 31′ 24″ nord, 5° 22′ 18″ est |                | |                    | Image manquante Téléverser |
| Église Saint-Bernard de Fontaine-lès-Dijon                                                                                         | Fontaine-lès-Dijon                       |         | 47° 20′ 42″ nord, 5° 01′ 00″ est | « PA00112468 » | Inscrit MH | 1945               | Église Saint-Bernard de Fontaine-lès-Dijon                                                                                         |
| Basilique Saint-Bernard de Fontaine-lès-Dijon                                                                                      | Fontaine-lès-Dijon                       |         | 47° 20′ 43″ nord, 5° 01′ 00″ est |                | |                    | Basilique Saint-Bernard de Fontaine-lès-Dijon                                                                                      |
| Église Saint-Germain-d'Auxerre de Fontaines-en-Duesmois                                                                            | Fontaines-en-Duesmois                    |         | 47° 38′ 57″ nord, 4° 32′ 43″ est | « PA00112464 » | Inscrit MH Le choeur, le transept et le clocher ; Inscrit MH La nef et le portique de l'église                                                                       | 1927 ; 2006        | Église Saint-Germain-d'Auxerre de Fontaines-en-Duesmois                                                                            |
| Église Saint-Éloi de Fontaines-les-Sèches                                                                                          | Fontaines-les-Sèches                     |         | 47° 46′ 42″ nord, 4° 21′ 15″ est | « IA00062906 » | |                    | Église Saint-Éloi de Fontaines-les-Sèches                                                                                          |
| Église Saint-Léonard-Saint-Baudri de Fontangy                                                                                      | Fontangy                                 |         | 47° 20′ 44″ nord, 4° 21′ 30″ est |                | |                    | Église Saint-Léonard-Saint-Baudri de Fontangy                                                                                      |
| Église Saint-Sulpice de Fontenelle                                                                                                 | Fontenelle                               |         | 47° 30′ 07″ nord, 5° 22′ 25″ est |                | |                    | Église Saint-Sulpice de Fontenelle                                                                                                 |
| Église de la Nativité de Forléans                                                                                                  | Forléans                                 |         | 47° 29′ 02″ nord, 4° 12′ 09″ est |                | |                    | Église de la Nativité de Forléans                                                                                                  |
| Église Saint-Martin-et-Saint-Pierre de Fraignot-et-Vesvrotte                                                                       | Fraignot-et-Vesvrotte                    |         | 47° 39′ 11″ nord, 4° 56′ 18″ est |                | |                    | Église Saint-Martin-et-Saint-Pierre de Fraignot-et-Vesvrotte                                                                       |
| Église Saint-Maurice de Francheville                                                                                               | Francheville                             |         | 47° 27′ 18″ nord, 4° 52′ 55″ est | « IA21004143 » | |                    | Église Saint-Maurice de Francheville                                                                                               |
| Église de la Sainte-Trinité de Franxault                                                                                           | Franxault                                |         | 47° 03′ 13″ nord, 5° 16′ 43″ est |                | |                    | Église de la Sainte-Trinité de Franxault                                                                                           |
| Église de Fresnes | Fresnes                                  |         | 47° 36′ 30″ nord, 4° 26′ 20″ est | « PA00112469 » | Inscrit MH | 2015               | Église de Fresnes |
| Église Saint-Jacques de Frénois | Frénois                                  |         | 47° 31′ 48″ nord, 4° 53′ 25″ est | « IA21004160 » | |                    | Église Saint-Jacques de Frénois |
| Église Saints-Pierre-et-Paul de Frôlois                                                                                            | Frôlois                                  |         | 47° 31′ 41″ nord, 4° 37′ 52″ est | « PA00112472 » | Inscrit MH | 1925               | Église Saints-Pierre-et-Paul de Frôlois                                                                                            |
| Église Saint-Barthélemy de Fussey                                                                                                  | Fussey                                   |         | 47° 07′ 06″ nord, 4° 50′ 08″ est |                | |                    | Église Saint-Barthélemy de Fussey                                                                                                  |
| Église Saint-Martin de Fénay | Fénay                                    |         | 47° 13′ 59″ nord, 5° 03′ 51″ est | « PA00112449 » | Inscrit MH Abside, tour du clocher, transept | 1947               | Église Saint-Martin de Fénay |
| Église Notre-Dame-de-l'Assomption de Gemeaux                                                                                       | Gemeaux                                  |         | 47° 28′ 40″ nord, 5° 08′ 18″ est | « PA00112474 » | Inscrit MH Façade occidentale ainsi que le tabernacle du 15e siècle en pierre situé dans le choeur                                                                   | 1925               | Église Notre-Dame-de-l'Assomption de Gemeaux                                                                                       |
| Église Saint-Loup-de-Troyes de Genay                                                                                               | Genay                                    |         | 47° 31′ 29″ nord, 4° 17′ 55″ est |                | |                    | Église Saint-Loup-de-Troyes de Genay                                                                                               |
| Église Saint-Martin de Genlis | Genlis                                   |         | 47° 14′ 25″ nord, 5° 13′ 21″ est |                | |                    | Image manquante Téléverser |
| Église Sainte-Barbe de Gergueil | Gergueil                                 |         | 47° 14′ 25″ nord, 4° 49′ 02″ est | « IA00059656 » | |                    | Église Sainte-Barbe de Gergueil |
| Église Saint-Pierre de Gerland | Gerland                                  |         | 47° 05′ 38″ nord, 5° 00′ 25″ est | « PA00112476 » | Inscrit MH | 1925               | Église Saint-Pierre de Gerland |
| Église Saint-Aignan de Gevrey-Chambertin                                                                                           | Gevrey-Chambertin                        |         | 47° 13′ 38″ nord, 4° 57′ 53″ est | « PA00112477 » | Inscrit MH | 1932               | Église Saint-Aignan de Gevrey-Chambertin                                                                                           |
| Église Saint-Pierre-ès-Liens de Gevrolles                                                                                          | Gevrolles                                |         | 47° 59′ 14″ nord, 4° 46′ 42″ est | « IA00050513 » | |                    | Église Saint-Pierre-ès-Liens de Gevrolles                                                                                          |
| Église Saint-Germain-de-Paris de Gilly-lès-Cîteaux                                                                                 | Gilly-lès-Cîteaux                        |         | 47° 10′ 17″ nord, 4° 58′ 53″ est |                | |                    | Église Saint-Germain-de-Paris de Gilly-lès-Cîteaux                                                                                 |
| Église Saint-Martin de Gissey-le-Vieil                                                                                             | Gissey-le-Vieil                          |         | 47° 19′ 23″ nord, 4° 28′ 56″ est |                | |                    | Image manquante Téléverser |
| Église Saint-Martin de Gissey-sous-Flavigny                                                                                        | Gissey-sous-Flavigny                     |         | 47° 30′ 44″ nord, 4° 31′ 53″ est | « PA00112481 » | Inscrit MH | 1947               | Église Saint-Martin de Gissey-sous-Flavigny                                                                                        |
| Église de la Nativité de Gissey-sur-Ouche                                                                                          | Gissey-sur-Ouche                         |         | 47° 15′ 50″ nord, 4° 46′ 11″ est | « IA00059669 » | |                    | Église de la Nativité de Gissey-sur-Ouche                                                                                          |
| Église Saint-Marcel de Glanon | Glanon                                   |         | 47° 02′ 25″ nord, 5° 06′ 25″ est | « IA00070971 » | |                    | Église Saint-Marcel de Glanon |
| Église Saint-Antoine de Gomméville                                                                                                 | Gomméville                               |         | 47° 57′ 42″ nord, 4° 29′ 44″ est | « PA00112766 » | Inscrit MH | 1991               | Église Saint-Antoine de Gomméville                                                                                                 |
| Église Saint-Germain de Saint-Germain (Côte-d'Or)                                                                                  | Grancey-le-Château-Neuvelle              |         | 47° 39′ 37″ nord, 5° 02′ 00″ est |                | |                    | Église Saint-Germain de Saint-Germain (Côte-d'Or)                                                                                  |
| Église de la Trinité de Neuvelle-lès-Grancey                                                                                       | Grancey-le-Château-Neuvelle              |         | 47° 40′ 43″ nord, 4° 59′ 40″ est |                | |                    | Image manquante Téléverser |
| Collégiale Saint-Jean-l'Évangéliste de Grancey-le-Château-Neuvelle                                                                 | Grancey-le-Château-Neuvelle              |         | 47° 40′ 06″ nord, 5° 01′ 35″ est |                | |                    | Image manquante Téléverser |
| Église Notre-Dame-de-l'Assomption de Grancey-sur-Ource                                                                             | Grancey-sur-Ource                        |         | 48° 00′ 24″ nord, 4° 35′ 12″ est | « PA00112759 » | Classé MH | 1994               | Église Notre-Dame-de-l'Assomption de Grancey-sur-Ource                                                                             |
| Église de l'Assomption de Grenant-lès-Sombernon                                                                                    | Grenant-lès-Sombernon                    |         | 47° 16′ 17″ nord, 4° 42′ 45″ est |                | |                    | Église de l'Assomption de Grenant-lès-Sombernon                                                                                    |
| Église Saint-Jean-Évangéliste de Grignon                                                                                           | Grignon                                  |         | 47° 33′ 41″ nord, 4° 24′ 38″ est | « PA00112488 » | Inscrit MH | 1925               | Église Saint-Jean-Évangéliste de Grignon                                                                                           |
| Église Saint-Pierre-et-Saint-Paul de Griselles                                                                                     | Griselles                                |         | 47° 51′ 57″ nord, 4° 21′ 02″ est | « IA00063008 » | |                    | Église Saint-Pierre-et-Saint-Paul de Griselles                                                                                     |
| Église Saint-Joseph de Grosbois-en-Montagne                                                                                        | Grosbois-en-Montagne                     |         | 47° 19′ 08″ nord, 4° 35′ 45″ est | « IA00059691 » | |                    | Église Saint-Joseph de Grosbois-en-Montagne                                                                                        |
| Église Saint-Jacques-le-Majeur de Grosbois-lès-Tichey                                                                              | Grosbois-lès-Tichey                      |         | 47° 00′ 26″ nord, 5° 14′ 27″ est | « IA00070974 » | |                    | Image manquante Téléverser |
| Église Saint-Pierre-Saint-Paul de Grésigny-Sainte-Reine                                                                            | Grésigny-Sainte-Reine                    |         | 47° 33′ 27″ nord, 4° 30′ 09″ est | « PA00112485 » | Inscrit MH | 1925               | Église Saint-Pierre-Saint-Paul de Grésigny-Sainte-Reine                                                                            |
| Église Saint-Didier de Gurgy-la-Ville                                                                                              | Gurgy-la-Ville                           |         | 47° 50′ 55″ nord, 4° 56′ 31″ est | « IA00050300 » | |                    | Église Saint-Didier de Gurgy-la-Ville                                                                                              |
| Église de la Nativité de Notre-Dame de Gurgy-le-Château                                                                            | Gurgy-le-Château                         |         | 47° 49′ 38″ nord, 4° 55′ 38″ est | « PA00112490 » | Classé MH | 1911               | Église de la Nativité de Notre-Dame de Gurgy-le-Château                                                                            |
| Église Saint-Aubin d'Hauteroche | Hauteroche                               |         | 47° 30′ 03″ nord, 4° 34′ 48″ est |                | |                    | Église Saint-Aubin d'Hauteroche |
| Église Saint-Pierre d'Hauteville-lès-Dijon                                                                                         | Hauteville-lès-Dijon                     |         | 47° 21′ 51″ nord, 4° 59′ 39″ est | « IA21003317 » | |                    | Église Saint-Pierre d'Hauteville-lès-Dijon                                                                                         |
| Église de l'Assomption d'Heuilley-sur-Saône                                                                                        | Heuilley-sur-Saône                       |         | 47° 19′ 46″ nord, 5° 27′ 13″ est |                | |                    | Église de l'Assomption d'Heuilley-sur-Saône                                                                                        |
| Église Saint-Léger d'Is-sur-Tille                                                                                                  | Is-sur-Tille                             |         | 47° 31′ 22″ nord, 5° 06′ 47″ est |                | |                    | Église Saint-Léger d'Is-sur-Tille                                                                                                  |
| Église Saint-Étienne d'Ivry-en-Montagne                                                                                            | Ivry-en-Montagne                         |         | 47° 01′ 43″ nord, 4° 38′ 11″ est | « IA00061288 » | |                    | Église Saint-Étienne d'Ivry-en-Montagne                                                                                            |
| Église Saint-Martin d'Izeure | Izeure                                   |         | 47° 10′ 09″ nord, 5° 08′ 18″ est |                | |                    | Église Saint-Martin d'Izeure |
| Église Saint-Prudent d'Izier | Izier                                    |         | 47° 16′ 52″ nord, 5° 11′ 32″ est |                | |                    | Église Saint-Prudent d'Izier |
| Église Sainte-Reine de Jailly-les-Moulins                                                                                          | Jailly-les-Moulins                       |         | 47° 27′ 36″ nord, 4° 35′ 55″ est |                | |                    | Église Sainte-Reine de Jailly-les-Moulins                                                                                          |
| Église Saint-Léger de Jancigny | Jancigny                                 |         | 47° 23′ 01″ nord, 5° 24′ 28″ est | « PA00112495 » | Inscrit MH | 1970               | Église Saint-Léger de Jancigny |
| Église Saint-Léger de Jouey | Jouey                                    |         | 47° 09′ 11″ nord, 4° 26′ 52″ est |                | |                    | Église Saint-Léger de Jouey |
| Église de l'Assomption de Jours-en-Vaux                                                                                            | Jours-en-Vaux                            |         | 47° 02′ 36″ nord, 4° 35′ 17″ est | « IA00061305 » | |                    | Église de l'Assomption de Jours-en-Vaux                                                                                            |
| Église Saint-Barthélemy de Jours-lès-Baigneux                                                                                      | Jours-lès-Baigneux                       |         | 47° 37′ 45″ nord, 4° 36′ 04″ est | « IA00063714 » | |                    | Église Saint-Barthélemy de Jours-lès-Baigneux                                                                                      |
| Église Saint-Charles-Borromée de L'Étang-Vergy                                                                                     | L'Étang-Vergy                            |         | 47° 10′ 44″ nord, 4° 52′ 36″ est |                | |                    | Église Saint-Charles-Borromée de L'Étang-Vergy                                                                                     |
| Église de l'Assomption de La Bussière-sur-Ouche                                                                                    | La Bussière-sur-Ouche                    |         | 47° 13′ 02″ nord, 4° 43′ 12″ est |                | |                    | Image manquante Téléverser |
| Église de l'Assomption de La Chaume                                                                                                | La Chaume                                |         | 47° 52′ 42″ nord, 4° 50′ 23″ est | « PA00112209 » | Inscrit MH | 1950               | Église de l'Assomption de La Chaume                                                                                                |
| Église Saint-Martin de La Motte-Ternant                                                                                            | La Motte-Ternant                         |         | 47° 19′ 26″ nord, 4° 19′ 56″ est | « PA00112564 » | Inscrit MH | 1927               | Église Saint-Martin de La Motte-Ternant                                                                                            |
| Église Saint-Martin de La Roche-Vanneau                                                                                            | La Roche-Vanneau                         |         | 47° 28′ 24″ nord, 4° 31′ 35″ est |                | |                    | Église Saint-Martin de La Roche-Vanneau                                                                                            |
| Église Saint-Alban de La Roche-en-Brenil                                                                                           | La Roche-en-Brenil                       |         | 47° 22′ 38″ nord, 4° 10′ 44″ est |                | |                    | Image manquante Téléverser |
| Église Notre-Dame-de-la-Nativité de La Rochepot                                                                                    | La Rochepot                              |         | 46° 57′ 30″ nord, 4° 40′ 40″ est | « PA00112612 » | Classé MH | 1909               | Église Notre-Dame-de-la-Nativité de La Rochepot                                                                                    |
| Église Saint-Nazaire-et-Saint-Celse de La Villeneuve-les-Convers                                                                   | La Villeneuve-les-Convers                |         | 47° 34′ 22″ nord, 4° 34′ 33″ est | « IA00063852 » | |                    | Église Saint-Nazaire-et-Saint-Celse de La Villeneuve-les-Convers                                                                   |
| Église Sainte-Marie-Madeleine de Labergement-Foigney                                                                               | Labergement-Foigney                      |         | 47° 15′ 31″ nord, 5° 15′ 00″ est |                | |                    | Image manquante Téléverser |
| Église Saint-Étienne de Labergement-lès-Auxonne                                                                                    | Labergement-lès-Auxonne                  |         | 47° 09′ 28″ nord, 5° 22′ 53″ est |                | |                    | Église Saint-Étienne de Labergement-lès-Auxonne                                                                                    |
| Église de l'Assomption de Labergement-lès-Seurre                                                                                   | Labergement-lès-Seurre                   |         | 46° 59′ 44″ nord, 5° 05′ 38″ est | « IA00070990 » | |                    | Église de l'Assomption de Labergement-lès-Seurre                                                                                   |
| Église de l'Assomption de Labergement-lès-Seurre                                                                                   | Labruyère                                |         | 47° 02′ 33″ nord, 5° 09′ 06″ est | « IA00071024 » | |                    | Église de l'Assomption de Labergement-lès-Seurre                                                                                   |
| Église Saint-Étienne de Lacanche                                                                                                   | Lacanche                                 |         | 47° 04′ 23″ nord, 4° 33′ 38″ est | « PA00112771 » | Inscrit MH Eglise ; Classé MH Décor intérieur de l'église | 1991 ; 1994        | Église Saint-Étienne de Lacanche                                                                                                   |
| Église des Saints-Innocents de Lacour                                                                                              | Lacour-d'Arcenay                         |         | 47° 21′ 45″ nord, 4° 15′ 11″ est |                | |                    | Église des Saints-Innocents de Lacour                                                                                              |
| Église Saint-Martin d'Arcenay | Lacour-d'Arcenay                         |         | 47° 22′ 14″ nord, 4° 14′ 48″ est | « PA21000103 » | Inscrit MH | 2020               | Église Saint-Martin d'Arcenay |
| Église Saint-Marcel de Serrigny | Ladoix-Serrigny                          |         | 47° 04′ 00″ nord, 4° 53′ 13″ est | « IA21004697 » | |                    | Église Saint-Marcel de Serrigny |
| Église Saint-Didier de Laignes | Laignes                                  |         | 47° 50′ 38″ nord, 4° 21′ 50″ est | « PA00112501 » | Classé MH | 1930               | Église Saint-Didier de Laignes |
| Église Saint-Barthélemy de Lamarche-sur-Saône                                                                                      | Lamarche-sur-Saône                       |         | 47° 16′ 27″ nord, 5° 22′ 33″ est |                | |                    | Église Saint-Barthélemy de Lamarche-sur-Saône                                                                                      |
| Église de la Nativité de Lamargelle                                                                                                | Lamargelle                               |         | 47° 32′ 01″ nord, 4° 50′ 25″ est |                | |                    | Église de la Nativité de Lamargelle                                                                                                |
| Église Saint-Martin de Lantenay | Lantenay                                 |         | 47° 20′ 35″ nord, 4° 51′ 49″ est |                | |                    | Église Saint-Martin de Lantenay |
| Église Sainte-Marie-Madeleine de Lanthes                                                                                           | Lanthes                                  |         | 46° 59′ 37″ nord, 5° 12′ 16″ est | « IA00071037 » | |                    | Église Sainte-Marie-Madeleine de Lanthes                                                                                           |
| Église Saint-Martin de Lantilly | Lantilly                                 |         | 47° 32′ 39″ nord, 4° 22′ 40″ est |                | |                    | Église Saint-Martin de Lantilly |
| Église Sainte-Marie-Madeleine de Laperrière-sur-Saône                                                                              | Laperrière-sur-Saône                     |         | 47° 06′ 43″ nord, 5° 20′ 28″ est |                | |                    | Église Sainte-Marie-Madeleine de Laperrière-sur-Saône                                                                              |
| Église Saint-Roch de Larrey | Larrey                                   |         | 47° 53′ 01″ nord, 4° 26′ 12″ est | « IA00062958 » | |                    | Église Saint-Roch de Larrey |
| Église Sainte-Anne du Meix | Le Meix                                  |         | 47° 36′ 04″ nord, 4° 56′ 20″ est |                | |                    | Église Sainte-Anne du Meix |
| Église Saint-Jean-Baptiste de Lechâtelet                                                                                           | Lechâtelet                               |         | 47° 03′ 37″ nord, 5° 08′ 44″ est | « IA00071044 » | |                    | Église Saint-Jean-Baptiste de Lechâtelet                                                                                           |
| Église Sainte-Marie-Madeleine des Goulles                                                                                          | Les Goulles                              |         | 47° 52′ 53″ nord, 4° 54′ 21″ est | « IA00050504 » | |                    | Église Sainte-Marie-Madeleine des Goulles                                                                                          |
| Église Saint-Germain-de-Paris des Maillys                                                                                          | Les Maillys                              |         | 47° 08′ 09″ nord, 5° 20′ 21″ est |                | |                    | Église Saint-Germain-de-Paris des Maillys                                                                                          |
| Église Saint-Martin de Leuglay | Leuglay                                  |         | 47° 48′ 59″ nord, 4° 47′ 38″ est | « IA00050308 » | |                    | Église Saint-Martin de Leuglay |
| Église de l'ancienne chartreuse de Lugny                                                                                           | Leuglay                                  |         | 47° 47′ 50″ nord, 4° 50′ 22″ est |                | |                    | Image manquante Téléverser |
| Église Saint-Jean-Baptiste de Levernois                                                                                            | Levernois                                |         | 46° 59′ 43″ nord, 4° 52′ 31″ est |                | |                    | Église Saint-Jean-Baptiste de Levernois                                                                                            |
| Église de l'Assomption de Licey-sur-Vingeanne                                                                                      | Licey-sur-Vingeanne                      |         | 47° 28′ 49″ nord, 5° 22′ 52″ est |                | |                    | Image manquante Téléverser |
| Église Saint-Laurent de Liernais                                                                                                   | Liernais                                 |         | 47° 12′ 20″ nord, 4° 16′ 47″ est |                | |                    | Église Saint-Laurent de Liernais                                                                                                   |
| Église Saint-Revérien de Lignerolles                                                                                               | Lignerolles                              |         | 47° 54′ 04″ nord, 4° 53′ 20″ est | « IA00050507 » | |                    | Église Saint-Revérien de Lignerolles                                                                                               |
| Église de l'Assomption de Longchamp                                                                                                | Longchamp                                |         | 47° 15′ 41″ nord, 5° 17′ 12″ est |                | |                    | Église de l'Assomption de Longchamp                                                                                                |
| Église Saint-Didier de Longecourt-en-Plaine                                                                                        | Longecourt-en-Plaine                     |         | 47° 11′ 47″ nord, 5° 09′ 06″ est | « IA21003905 » | |                    | Église Saint-Didier de Longecourt-en-Plaine                                                                                        |
| Église Saint-Pierre de Longvic | Longvic                                  |         | 47° 17′ 07″ nord, 5° 03′ 47″ est | « IA21003175 » | |                    | Image manquante Téléverser |
| Église de l'Assomption de Losne | Losne                                    |         | 47° 05′ 57″ nord, 5° 15′ 48″ est | « IA21003912 » | |                    | Église de l'Assomption de Losne |
| Église de l'Assomption de Louesme                                                                                                  | Louesme                                  |         | 47° 53′ 50″ nord, 4° 45′ 40″ est | « IA00050496 » | |                    | Église de l'Assomption de Louesme                                                                                                  |
| Église Saint-Pierre-et-Saint-Paul de Lucenay-le-Duc                                                                                | Lucenay-le-Duc                           |         | 47° 36′ 42″ nord, 4° 31′ 05″ est |                | |                    | Église Saint-Pierre-et-Saint-Paul de Lucenay-le-Duc                                                                                |
| Église Saint-Hilaire de Lucey | Lucey                                    |         | 47° 51′ 10″ nord, 4° 51′ 42″ est | « IA00050287 » | |                    | Église Saint-Hilaire de Lucey |
| Église Saint-Symphorien de Lusigny-sur-Ouche                                                                                       | Lusigny-sur-Ouche                        |         | 47° 05′ 26″ nord, 4° 40′ 25″ est |                | |                    | Église Saint-Symphorien de Lusigny-sur-Ouche                                                                                       |
| Église de la Nativité de Lux | Lux                                      |         | 47° 29′ 24″ nord, 5° 12′ 48″ est |                | |                    | Église de la Nativité de Lux |
| Église Saint-Barthélémy de Léry | Léry                                     |         | 47° 33′ 26″ nord, 4° 50′ 19″ est | « PA00112509 » | Inscrit MH Eglise, à l'exclusion du clocher et de ses annexes latérales                                                                                              | 1976               | Église Saint-Barthélémy de Léry |
| Église Saint-Ange de Maconge | Maconge                                  |         | 47° 13′ 13″ nord, 4° 34′ 41″ est |                | |                    | Église Saint-Ange de Maconge |
| Église Saint-Agnan de Magnien | Magnien                                  |         | 47° 06′ 12″ nord, 4° 26′ 23″ est |                | |                    | Église Saint-Agnan de Magnien |
| Église de la Trinité de Magny-Lambert                                                                                              | Magny-Lambert                            |         | 47° 41′ 02″ nord, 4° 34′ 45″ est | « IA00063731 » | |                    | Église de la Trinité de Magny-Lambert                                                                                              |
| Église Saint-Pierre-ès-Liens de Magny-Montarlot                                                                                    | Magny-Montarlot                          |         | 47° 14′ 54″ nord, 5° 20′ 52″ est |                | |                    | Église Saint-Pierre-ès-Liens de Magny-Montarlot                                                                                    |
| Église Saint-Médard de Magny-Saint-Médard                                                                                          | Magny-Saint-Médard                       |         | 47° 22′ 42″ nord, 5° 15′ 11″ est | « IA00126143 » | |                    | Église Saint-Médard de Magny-Saint-Médard                                                                                          |
| Église de la Nativité de Magny-la-Ville                                                                                            | Magny-la-Ville                           |         | 47° 28′ 54″ nord, 4° 25′ 28″ est |                | |                    | Église de la Nativité de Magny-la-Ville                                                                                            |
| Église Sainte-Madeleine de Magny-lès-Aubigny                                                                                       | Magny-lès-Aubigny                        |         | 47° 06′ 41″ nord, 5° 10′ 37″ est |                | |                    | Image manquante Téléverser |
| Église Saint-Martin de Magny-lès-Villers                                                                                           | Magny-lès-Villers                        |         | 47° 05′ 49″ nord, 4° 52′ 33″ est |                | |                    | Église Saint-Martin de Magny-lès-Villers                                                                                           |
| Église de la Nativité de Magny-sur-Tille                                                                                           | Magny-sur-Tille                          |         | 47° 16′ 35″ nord, 5° 10′ 31″ est | « IA21003196 » | |                    | Église de la Nativité de Magny-sur-Tille                                                                                           |
| Église de l'Assomption de Maisey-le-Duc                                                                                            | Maisey-le-Duc                            |         | 47° 50′ 45″ nord, 4° 40′ 40″ est | « IA00096086 » | |                    | Église de l'Assomption de Maisey-le-Duc                                                                                            |
| Église Saint-Pierre de Maligny | Maligny                                  |         | 47° 05′ 08″ nord, 4° 30′ 30″ est |                | |                    | Église Saint-Pierre de Maligny |
| Église Saint-Laurent de Manlay | Manlay                                   |         | 47° 07′ 44″ nord, 4° 20′ 29″ est |                | |                    | Église Saint-Laurent de Manlay |
| Église de l'Assomption de Marandeuil                                                                                               | Marandeuil                               |         | 47° 20′ 51″ nord, 5° 20′ 54″ est |                | |                    | Église de l'Assomption de Marandeuil                                                                                               |
| Église de la Nativité de Marcellois                                                                                                | Marcellois                               |         | 47° 20′ 59″ nord, 4° 36′ 44″ est |                | |                    | Église de la Nativité de Marcellois                                                                                                |
| Église Saint-Vorles de Marcenay | Marcenay                                 |         | 47° 51′ 47″ nord, 4° 24′ 19″ est | « PA00112520 » | Inscrit MH | 1925               | Église Saint-Vorles de Marcenay |
| Église Saint-Marcel de Marcheseuil                                                                                                 | Marcheseuil                              |         | 47° 08′ 42″ nord, 4° 20′ 58″ est |                | |                    | Église Saint-Marcel de Marcheseuil                                                                                                 |
| Église de la Nativité de Marcigny-sous-Thil                                                                                        | Marcigny-sous-Thil                       |         | 47° 23′ 26″ nord, 4° 23′ 02″ est |                | |                    | Église de la Nativité de Marcigny-sous-Thil                                                                                        |
| Église Saint-Germain-et-Saint-Guillaume de Marcilly-Ogny                                                                           | Marcilly-Ogny                            |         | 47° 15′ 09″ nord, 4° 24′ 23″ est | « IA21000359 » | |                    | Église Saint-Germain-et-Saint-Guillaume de Marcilly-Ogny                                                                           |
| Église Saint-Georges de Marcilly                                                                                                   | Marcilly-et-Dracy                        |         | 47° 24′ 08″ nord, 4° 29′ 57″ est |                | |                    | Église Saint-Georges de Marcilly                                                                                                   |
| Église Saint-Pierre de Dracy | Marcilly-et-Dracy                        |         | 47° 24′ 36″ nord, 4° 30′ 25″ est |                | |                    | Église Saint-Pierre de Dracy |
| Église Saint-Maurice de Marcilly-sur-Tille                                                                                         | Marcilly-sur-Tille                       |         | 47° 31′ 11″ nord, 5° 08′ 00″ est |                | |                    | Église Saint-Maurice de Marcilly-sur-Tille                                                                                         |
| Église Saint-Barthélemy de Marey-lès-Fussey                                                                                        | Marey-lès-Fussey                         |         | 47° 07′ 12″ nord, 4° 51′ 25″ est |                | |                    | Église Saint-Barthélemy de Marey-lès-Fussey                                                                                        |
| Église Saint-Loup-de-Troyes de Marey-sur-Tille                                                                                     | Marey-sur-Tille                          |         | 47° 35′ 52″ nord, 5° 04′ 50″ est | « PA00112525 » | Inscrit MH | 1927               | Église Saint-Loup-de-Troyes de Marey-sur-Tille                                                                                     |
| Église Saint-Germain de Marigny-le-Cahouët                                                                                         | Marigny-le-Cahouët                       |         | 47° 27′ 51″ nord, 4° 27′ 33″ est | « PA00112528 » | Inscrit MH | 1927               | Église Saint-Germain de Marigny-le-Cahouët                                                                                         |
| Église Saint-Luc-et-Saint-Just de Marigny-lès-Reullée                                                                              | Marigny-lès-Reullée                      |         | 46° 59′ 50″ nord, 4° 57′ 51″ est |                | |                    | Église Saint-Luc-et-Saint-Just de Marigny-lès-Reullée                                                                              |
| Église de la Nativité de Marliens                                                                                                  | Marliens                                 |         | 47° 12′ 46″ nord, 5° 11′ 04″ est |                | |                    | Église de la Nativité de Marliens                                                                                                  |
| Église de l'Immaculée-Conception de Marmagne                                                                                       | Marmagne                                 |         | 47° 37′ 17″ nord, 4° 22′ 03″ est | « PA00112530 » | Inscrit MH | 1947               | Église de l'Immaculée-Conception de Marmagne                                                                                       |
| Église de l'abbaye cistercienne Notre-Dame-de-Fontenay                                                                             | Marmagne                                 |         | 47° 38′ 25″ nord, 4° 23′ 21″ est |                | |                    | Église de l'abbaye cistercienne Notre-Dame-de-Fontenay                                                                             |
| Église Notre-Dame-de-l'Assomption de Marsannay-la-Côte                                                                             | Marsannay-la-Côte                        |         | 47° 16′ 14″ nord, 4° 59′ 19″ est | « PA00112781 » | Inscrit MH | 1992               | Église Notre-Dame-de-l'Assomption de Marsannay-la-Côte                                                                             |
| Église de la Nativité de Marsannay-le-Bois                                                                                         | Marsannay-le-Bois                        |         | 47° 26′ 26″ nord, 5° 05′ 33″ est |                | |                    | Église de la Nativité de Marsannay-le-Bois                                                                                         |
| Église de la Nativité de Martrois                                                                                                  | Martrois                                 |         | 47° 18′ 39″ nord, 4° 32′ 16″ est | « IA21000361 » | |                    | Église de la Nativité de Martrois                                                                                                  |
| Église Saint-Pierre-ès-Liens de Massingy                                                                                           | Massingy                                 |         | 47° 54′ 25″ nord, 4° 35′ 46″ est |                | |                    | Image manquante Téléverser |
| Église Saint-Pierre-ès-Liens de Massingy-lès-Semur                                                                                 | Massingy-lès-Semur                       |         | 47° 30′ 40″ nord, 4° 24′ 04″ est |                | |                    | Image manquante Téléverser |
| Église Saint-Cyr-et-Sainte-Julitte de Massingy-lès-Vitteaux                                                                        | Massingy-lès-Vitteaux                    |         | 47° 23′ 57″ nord, 4° 34′ 55″ est |                | |                    | Église Saint-Cyr-et-Sainte-Julitte de Massingy-lès-Vitteaux                                                                        |
| Église de la-Nativité-de la-Vierge de Mauvilly                                                                                     | Mauvilly                                 |         | 47° 42′ 30″ nord, 4° 42′ 05″ est | « IA00054132 » | |                    | Église de la-Nativité-de la-Vierge de Mauvilly                                                                                     |
| Église Saint-Martin de Mavilly-Mandelot                                                                                            | Mavilly-Mandelot                         |         | 47° 02′ 52″ nord, 4° 44′ 16″ est |                | |                    | Église Saint-Martin de Mavilly-Mandelot                                                                                            |
| Église Saint-Martin de Maxilly-sur-Saône                                                                                           | Maxilly-sur-Saône                        |         | 47° 20′ 05″ nord, 5° 25′ 32″ est |                | |                    | Église Saint-Martin de Maxilly-sur-Saône                                                                                           |
| Église Saint-Aignan de Meilly-sur-Rouvres                                                                                          | Meilly-sur-Rouvres                       |         | 47° 12′ 42″ nord, 4° 34′ 23″ est | « PA00112534 » | Inscrit MH | 1927               | Image manquante Téléverser |
| Église Saint-Pierre de Meloisey | Meloisey                                 |         | 47° 01′ 54″ nord, 4° 44′ 10″ est |                | |                    | Église Saint-Pierre de Meloisey |
| Église Saint-Vinard de Menesble | Menesble                                 |         | 47° 46′ 26″ nord, 4° 53′ 49″ est | « IA00050299 » | |                    | Église Saint-Vinard de Menesble |
| Église Saint-Laurent de Merceuil                                                                                                   | Merceuil                                 |         | 46° 56′ 52″ nord, 4° 50′ 24″ est |                | |                    | Église Saint-Laurent de Merceuil                                                                                                   |
| Église Saint-Laurent de Mesmont | Mesmont                                  |         | 47° 18′ 46″ nord, 4° 44′ 42″ est | « IA00059650 » | |                    | Église Saint-Laurent de Mesmont |
| Église de la Visitation de Messanges                                                                                               | Messanges                                |         | 47° 09′ 44″ nord, 4° 52′ 20″ est |                | |                    | Église de la Visitation de Messanges                                                                                               |
| Église Saint-Vallier de Messigny                                                                                                   | Messigny-et-Vantoux                      |         | 47° 24′ 24″ nord, 5° 01′ 01″ est | « PA00112537 » | Inscrit MH | 1927               | Église Saint-Vallier de Messigny                                                                                                   |
| Église Saint-Léger de Meuilley | Meuilley                                 |         | 47° 08′ 30″ nord, 4° 52′ 37″ est |                | |                    | Église Saint-Léger de Meuilley |
| Église de la Nativité-de-la-Sainte-Vierge de Meulson                                                                               | Meulson                                  |         | 47° 41′ 18″ nord, 4° 41′ 49″ est | « IA00054149 » | |                    | Église de la Nativité-de-la-Sainte-Vierge de Meulson                                                                               |
| Église Saint-Pierre de Meursanges                                                                                                  | Meursanges                               |         | 46° 59′ 27″ nord, 4° 56′ 46″ est |                | |                    | Église Saint-Pierre de Meursanges                                                                                                  |
| Église Saint-Nicolas de Meursault                                                                                                  | Meursault                                |         | 46° 58′ 41″ nord, 4° 46′ 12″ est | « PA00112540 » | Classé MH Choeur, transept, clocher | 1846               | Église Saint-Nicolas de Meursault                                                                                                  |
| Église Saint-Georges de Millery | Millery                                  |         | 47° 30′ 56″ nord, 4° 18′ 54″ est |                | |                    | Église Saint-Georges de Millery |
| Église Saint-Pierre-et-Saint-Paul de Mimeure                                                                                       | Mimeure                                  |         | 47° 09′ 09″ nord, 4° 29′ 43″ est |                | |                    | Église Saint-Pierre-et-Saint-Paul de Mimeure                                                                                       |
| Église Saint-Pierre de Minot | Minot                                    |         | 47° 40′ 13″ nord, 4° 52′ 37″ est | « PA00112542 » | Classé MH | 1941               | Église Saint-Pierre de Minot |
| Église de la Nativité de Mirebeau-sur-Bèze                                                                                         | Mirebeau-sur-Bèze                        |         | 47° 23′ 54″ nord, 5° 18′ 59″ est | « PA00112543 » | Classé MH | 1909               | Église de la Nativité de Mirebeau-sur-Bèze                                                                                         |
| Église Saint-Michel de Missery | Missery                                  |         | 47° 18′ 28″ nord, 4° 22′ 21″ est |                | |                    | Église Saint-Michel de Missery |
| Église Saint-Léger de Moitron | Moitron                                  |         | 47° 40′ 39″ nord, 4° 49′ 19″ est | « PA00112760 » | Inscrit MH | 1991               | Église Saint-Léger de Moitron |
| Église Sainte-Croix de Molesme | Molesme                                  |         | 47° 56′ 02″ nord, 4° 21′ 31″ est | « PA00112546 » | Inscrit MH | 1987               | Église Sainte-Croix de Molesme |
| Église de l'Assomption de Molinot                                                                                                  | Molinot                                  |         | 47° 00′ 46″ nord, 4° 35′ 22″ est | « IA00061318 » | |                    | Église de l'Assomption de Molinot                                                                                                  |
| Église Saint-Jean-Baptiste de Moloy                                                                                                | Moloy                                    |         | 47° 32′ 25″ nord, 4° 56′ 00″ est |                | |                    | Église Saint-Jean-Baptiste de Moloy                                                                                                |
| Église Saint-Andoche de Molphey | Molphey                                  |         | 47° 20′ 45″ nord, 4° 12′ 50″ est |                | |                    | Image manquante Téléverser |
| Église Saint-Jean-Baptiste de Mont-Saint-Jean                                                                                      | Mont-Saint-Jean                          |         | 47° 17′ 24″ nord, 4° 23′ 58″ est | « PA00112561 » | Inscrit MH | 1927               | Église Saint-Jean-Baptiste de Mont-Saint-Jean                                                                                      |
| Église Saint-Isidore-de-Séville de Montagny-lès-Beaune                                                                             | Montagny-lès-Beaune                      |         | 46° 59′ 30″ nord, 4° 51′ 02″ est |                | |                    | Église Saint-Isidore-de-Séville de Montagny-lès-Beaune                                                                             |
| Église Saint-Vincent de Montagny-lès-Seurre                                                                                        | Montagny-lès-Seurre                      |         | 47° 01′ 24″ nord, 5° 15′ 15″ est |                | |                    | Église Saint-Vincent de Montagny-lès-Seurre                                                                                        |
| Église Sainte-Urse de Montbard | Montbard                                 |         | 47° 37′ 31″ nord, 4° 20′ 08″ est | « PA00112548 » | Inscrit MH | 1947               | Église Sainte-Urse de Montbard |
| Église Saint-Paul de Montbard | Montbard                                 |         | 47° 37′ 29″ nord, 4° 20′ 15″ est |                | |                    | Image manquante Téléverser |
| Église Saint-Jean-Baptiste de Montberthault                                                                                        | Montberthault                            |         | 47° 28′ 12″ nord, 4° 09′ 36″ est |                | |                    | Église Saint-Jean-Baptiste de Montberthault                                                                                        |
| Église Saint-Jean-Baptiste d'Écharnant                                                                                             | Montceau-et-Écharnant                    |         | 47° 03′ 38″ nord, 4° 41′ 54″ est |                | |                    | Église Saint-Jean-Baptiste d'Écharnant                                                                                             |
| Église de Grandmont | Montceau-et-Écharnant                    |         | 47° 04′ 13″ nord, 4° 39′ 03″ est |                | |                    | Image manquante Téléverser |
| Église Saint-Vincent de Montceau                                                                                                   | Montceau-et-Écharnant                    |         | 47° 03′ 37″ nord, 4° 39′ 23″ est |                | |                    | Image manquante Téléverser |
| Église Saint-Germain-d'Auxerre de Monthelie                                                                                        | Monthelie                                |         | 46° 59′ 34″ nord, 4° 46′ 00″ est | « PA00112552 » | Classé MH | 1991               | Église Saint-Germain-d'Auxerre de Monthelie                                                                                        |
| Église Saint-Martin de Montigny-Montfort                                                                                           | Montigny-Montfort                        |         | 47° 34′ 28″ nord, 4° 20′ 31″ est |                | |                    | Église Saint-Martin de Montigny-Montfort                                                                                           |
| Église de l'Assomption-de-la-Sainte-Vierge de la Villeneuve-sur-Vingeanne                                                          | Montigny-Mornay-Villeneuve-sur-Vingeanne |         | 47° 33′ 51″ nord, 5° 25′ 25″ est | « PA00112726 » | Inscrit MH Porte Ouest, à l'exclusion des vantaux | 1970               | Image manquante Téléverser |
| Église de la Nativité de Mornay | Montigny-Mornay-Villeneuve-sur-Vingeanne |         | 47° 33′ 19″ nord, 5° 26′ 48″ est |                | |                    | Image manquante Téléverser |
| Église Sainte-Croix de Montigny-sur-Vingeanne                                                                                      | Montigny-Mornay-Villeneuve-sur-Vingeanne |         | 47° 33′ 52″ nord, 5° 26′ 19″ est |                | |                    | Image manquante Téléverser |
| Église Saint-Barthélemy de Montigny-Saint-Barthélemy                                                                               | Montigny-Saint-Barthélemy                |         | 47° 25′ 27″ nord, 4° 16′ 14″ est | « PA00112782 » | Inscrit MH | 1992               | Église Saint-Barthélemy de Montigny-Saint-Barthélemy                                                                               |
| Église Saint-Martin de Montigny-sur-Armançon                                                                                       | Montigny-sur-Armançon                    |         | 47° 25′ 56″ nord, 4° 22′ 26″ est | « PA21000108 » | Inscrit MH | 2021               | Église Saint-Martin de Montigny-sur-Armançon                                                                                       |
| Église de l'Assomption de Montigny-sur-Aube                                                                                        | Montigny-sur-Aube                        |         | 47° 57′ 08″ nord, 4° 46′ 42″ est | « IA00050505 » | |                    | Église de l'Assomption de Montigny-sur-Aube                                                                                        |
| Église Saint-Pierre de Montlay-en-Auxois                                                                                           | Montlay-en-Auxois                        |         | 47° 21′ 04″ nord, 4° 16′ 53″ est |                | |                    | Église Saint-Pierre de Montlay-en-Auxois                                                                                           |
| Église Saint-Didier de Montliot | Montliot-et-Courcelles                   |         | 47° 53′ 30″ nord, 4° 33′ 34″ est | « IA00096098 » | |                    | Église Saint-Didier de Montliot |
| Église Saint-Laurent de Montmain                                                                                                   | Montmain                                 |         | 47° 01′ 38″ nord, 5° 03′ 58″ est | « IA00071051 » | |                    | Église Saint-Laurent de Montmain                                                                                                   |
| Église de la Nativité de Montmançon                                                                                                | Montmançon                               |         | 47° 21′ 12″ nord, 5° 22′ 48″ est |                | |                    | Église de la Nativité de Montmançon                                                                                                |
| Église Saint-Vallier de Montmoyen                                                                                                  | Montmoyen                                |         | 47° 44′ 01″ nord, 4° 47′ 34″ est | « IA00050288 » | |                    | Église Saint-Vallier de Montmoyen                                                                                                  |
| Église Saint-Didier de Montoillot                                                                                                  | Montoillot                               |         | 47° 16′ 15″ nord, 4° 39′ 13″ est | « IA00059661 » | |                    | Église Saint-Didier de Montoillot                                                                                                  |
| Église de l'Assomption de Montot                                                                                                   | Montot                                   |         | 47° 08′ 26″ nord, 5° 14′ 42″ est |                | |                    | Église de l'Assomption de Montot                                                                                                   |
| Église de la Nativité de Morey-Saint-Denis                                                                                         | Morey-Saint-Denis                        |         | 47° 11′ 43″ nord, 4° 57′ 44″ est | « IA21005176 » | |                    | Église de la Nativité de Morey-Saint-Denis                                                                                         |
| Église Saint-Symphorien de Mosson                                                                                                  | Mosson                                   |         | 47° 55′ 06″ nord, 4° 37′ 50″ est | « IA00096109 » | |                    | Église Saint-Symphorien de Mosson                                                                                                  |
| Église de la Conversion-de-Saint-Paul de Moutiers-Saint-Jean                                                                       | Moutiers-Saint-Jean                      |         | 47° 33′ 46″ nord, 4° 13′ 14″ est |                | |                    | Image manquante Téléverser |
| Église Saint-Germain-d'Auxerre de Musigny                                                                                          | Musigny                                  |         | 47° 09′ 49″ nord, 4° 31′ 04″ est |                | |                    | Église Saint-Germain-d'Auxerre de Musigny                                                                                          |
| Église Saint-Léger de Mussy-la-Fosse                                                                                               | Mussy-la-Fosse                           |         | 47° 31′ 15″ nord, 4° 26′ 16″ est |                | |                    | Image manquante Téléverser |
| Église Saint-Valérien de Mâlain | Mâlain                                   |         | 47° 19′ 29″ nord, 4° 47′ 44″ est | « IA00059665 » | |                    | Église Saint-Valérien de Mâlain |
| Église Saint-Aubin de Ménessaire                                                                                                   | Ménessaire                               |         | 47° 08′ 07″ nord, 4° 08′ 49″ est |                | |                    | Image manquante Téléverser |
| Église Saint-Valentin de Ménétreux-le-Pitois                                                                                       | Ménétreux-le-Pitois                      |         | 47° 33′ 35″ nord, 4° 28′ 15″ est |                | |                    | Église Saint-Valentin de Ménétreux-le-Pitois                                                                                       |
| Église Saint-Pierre de Nan-sous-Thil                                                                                               | Nan-sous-Thil                            |         | 47° 22′ 27″ nord, 4° 21′ 32″ est |                | |                    | Image manquante Téléverser |
| Église Saint-Bénigne de Nantoux | Nantoux                                  |         | 47° 02′ 02″ nord, 4° 45′ 35″ est | « PA00112770 » | Inscrit MH | 1991               | Église Saint-Bénigne de Nantoux |
| Église Saint-Martin de Nesle | Nesle-et-Massoult                        |         | 47° 46′ 34″ nord, 4° 25′ 50″ est | « IA00063034 » | |                    | Église Saint-Martin de Nesle |
| Église de Notre-Dame-de-l'Assomption de Crimolois                                                                                  | Neuilly-Crimolois                        |         | 47° 16′ 28″ nord, 5° 07′ 11″ est | « IA21003171 » | |                    | Église de Notre-Dame-de-l'Assomption de Crimolois                                                                                  |
| Église Saint-Victor de Neuilly-lès-Dijon                                                                                           | Neuilly-lès-Dijon                        |         | 47° 16′ 48″ nord, 5° 06′ 25″ est | « IA21003346 » | |                    | Image manquante Téléverser |
| Église Saint-Pierre-Saint-Paul de Nicey                                                                                            | Nicey                                    |         | 47° 51′ 45″ nord, 4° 18′ 58″ est | « PA00112568 » | Classé MH | 1914               | Église Saint-Pierre-Saint-Paul de Nicey                                                                                            |
| Église Saint-Martin de Nod-sur-Seine                                                                                               | Nod-sur-Seine                            |         | 47° 45′ 58″ nord, 4° 34′ 23″ est | « IA00096115 » | |                    | Église Saint-Martin de Nod-sur-Seine                                                                                               |
| Église Saint-Gengoult de Nogent-lès-Montbard                                                                                       | Nogent-lès-Montbard                      |         | 47° 36′ 30″ nord, 4° 22′ 55″ est | « IA21003952 » | |                    | Église Saint-Gengoult de Nogent-lès-Montbard                                                                                       |
| Église Saint-Andoche de Noidan | Noidan                                   |         | 47° 20′ 43″ nord, 4° 24′ 31″ est |                | |                    | Image manquante Téléverser |
| Église de la Nativité-de-la-Bienheureuse-Vierge-Marie de Noiron-sous-Gevrey                                                        | Noiron-sous-Gevrey                       |         | 47° 11′ 38″ nord, 5° 04′ 51″ est |                | |                    | Église de la Nativité-de-la-Bienheureuse-Vierge-Marie de Noiron-sous-Gevrey                                                        |
| Église Saint-Nicolas de Noiron-sur-Bèze                                                                                            | Noiron-sur-Bèze                          |         | 47° 26′ 14″ nord, 5° 17′ 52″ est | « IA00126189 » | |                    | Image manquante Téléverser |
| Église Saint-Pierre de Noiron-sur-Seine                                                                                            | Noiron-sur-Seine                         |         | 47° 56′ 53″ nord, 4° 29′ 12″ est | « PA00112570 » | Classé MH Paroi nord supportant une peinture murale du 15e siècle se trouvant dans le croisillon nord                                                                | 1965               | Église Saint-Pierre de Noiron-sur-Seine                                                                                            |
| Église Saint-Martin de Nolay | Nolay                                    |         | 46° 57′ 07″ nord, 4° 38′ 03″ est | « IA00061339 » | |                    | Église Saint-Martin de Nolay |
| Église Saint-Vallier de Norges-la-Ville                                                                                            | Norges-la-Ville                          |         | 47° 24′ 24″ nord, 5° 04′ 37″ est |                | |                    | Église Saint-Vallier de Norges-la-Ville                                                                                            |
| Église Saint-Martin de Normier | Normier                                  |         | 47° 22′ 01″ nord, 4° 26′ 11″ est |                | |                    | Image manquante Téléverser |
| Église Saint-Symphorien de Nuits-Saint-Georges                                                                                     | Nuits-Saint-Georges                      |         | 47° 08′ 29″ nord, 4° 56′ 39″ est | « PA00112575 » | Classé MH | 1913               | Église Saint-Symphorien de Nuits-Saint-Georges                                                                                     |
| Église de la Nativité-de-la-Vierge de Concœur                                                                                      | Nuits-Saint-Georges                      |         | 47° 09′ 51″ nord, 4° 55′ 11″ est |                | |                    | Église de la Nativité-de-la-Vierge de Concœur                                                                                      |
| Église Saint-Denis de Nuits-Saint-Georges                                                                                          | Nuits-Saint-Georges                      |         | 47° 08′ 12″ nord, 4° 56′ 49″ est | « IA21005042 » | |                    | Église Saint-Denis de Nuits-Saint-Georges                                                                                          |
| Église Saint-Laurent de Nuits-Saint-Georges                                                                                        | Nuits-Saint-Georges                      |         | 47° 08′ 04″ nord, 4° 56′ 56″ est |                | |                    | Image manquante Téléverser |
| Église Saint-Claude d'Obtrée | Obtrée                                   |         | 47° 55′ 18″ nord, 4° 33′ 27″ est | « IA00096134 » | |                    | Église Saint-Claude d'Obtrée |
| Église Saint-Jean-Baptiste d'Oigny                                                                                                 | Oigny                                    |         | 47° 34′ 14″ nord, 4° 42′ 33″ est | « IA00063752 » | |                    | Église Saint-Jean-Baptiste d'Oigny                                                                                                 |
| Église Saint-Léger d'Oisilly | Oisilly                                  |         | 47° 25′ 23″ nord, 5° 21′ 46″ est | « PA00112579 » | Inscrit MH | 1986               | Église Saint-Léger d'Oisilly |
| Église Saint-Bénigne d'Orain | Orain                                    |         | 47° 36′ 30″ nord, 5° 25′ 44″ est |                | |                    | Église Saint-Bénigne d'Orain |
| Église de l'Assomption d'Orgeux | Orgeux                                   |         | 47° 21′ 42″ nord, 5° 09′ 12″ est |                | |                    | Église de l'Assomption d'Orgeux |
| Église Saint-Germain-Notre-Dame-du-Mont-Carmel d'Origny                                                                            | Origny                                   |         | 47° 42′ 06″ nord, 4° 38′ 11″ est | « IA00054201 » | |                    | Église Saint-Germain-Notre-Dame-du-Mont-Carmel d'Origny                                                                            |
| Église de l'Assomption d'Orville                                                                                                   | Orville                                  |         | 47° 33′ 50″ nord, 5° 12′ 46″ est |                | |                    | Église de l'Assomption d'Orville                                                                                                   |
| Église Saint-Pierre d'Ouges | Ouges                                    |         | 47° 15′ 13″ nord, 5° 05′ 07″ est | « IA21003356 » | |                    | Église Saint-Pierre d'Ouges |
| Église Saint-Léger de Pagny-la-Ville                                                                                               | Pagny-la-Ville                           |         | 47° 03′ 46″ nord, 5° 10′ 35″ est | « IA00071060 » | |                    | Église Saint-Léger de Pagny-la-Ville                                                                                               |
| Église Saint-Antoine de Pagny-le-Château                                                                                           | Pagny-le-Château                         |         | 47° 02′ 53″ nord, 5° 11′ 42″ est | « IA00071073 » | |                    | Église Saint-Antoine de Pagny-le-Château                                                                                           |
| Église Saint-Pierre de Painblanc                                                                                                   | Painblanc                                |         | 47° 08′ 49″ nord, 4° 37′ 42″ est |                | |                    | Église Saint-Pierre de Painblanc                                                                                                   |
| Église Saint-Nicolas de Panges | Panges                                   |         | 47° 22′ 18″ nord, 4° 47′ 59″ est | « IA21003472 » | |                    | Église Saint-Nicolas de Panges |
| Église Saint-Léger de Pasques | Pasques                                  |         | 47° 21′ 52″ nord, 4° 51′ 38″ est |                | |                    | Église Saint-Léger de Pasques |
| Église Saint-Pierre de Pellerey | Pellerey                                 |         | 47° 30′ 21″ nord, 4° 46′ 56″ est | « IA21000957 » | |                    | Église Saint-Pierre de Pellerey |
| Église Saint-Germain-d'Auxerre de Pernand-Vergelesses                                                                              | Pernand-Vergelesses                      |         | 47° 04′ 46″ nord, 4° 51′ 08″ est | « IA21004656 » | |                    | Église Saint-Germain-d'Auxerre de Pernand-Vergelesses                                                                              |
| Église Saint-André de Perrigny-lès-Dijon                                                                                           | Perrigny-lès-Dijon                       |         | 47° 15′ 59″ nord, 5° 00′ 25″ est | « IA21003140 » | |                    | Église Saint-André de Perrigny-lès-Dijon                                                                                           |
| Église de l'Assomption de Perrigny-sur-l'Ognon                                                                                     | Perrigny-sur-l'Ognon                     |         | 47° 18′ 44″ nord, 5° 26′ 56″ est |                | |                    | Église de l'Assomption de Perrigny-sur-l'Ognon                                                                                     |
| Église Saint-Laurent-et-Saint-Marc de Pichanges                                                                                    | Pichanges                                |         | 47° 27′ 42″ nord, 5° 08′ 51″ est | « PA00112584 » | Classé MH | 1909               | Église Saint-Laurent-et-Saint-Marc de Pichanges                                                                                    |
| Église Saint-Laurent de Planay | Planay                                   |         | 47° 44′ 42″ nord, 4° 22′ 46″ est | « IA00063047 » | |                    | Église Saint-Laurent de Planay |
| Église Saint-Baudèle de Plombières-lès-Dijon                                                                                       | Plombières-lès-Dijon                     |         | 47° 20′ 25″ nord, 4° 58′ 18″ est | « PA00112585 » | Classé MH Clocher | 1914               | Église Saint-Baudèle de Plombières-lès-Dijon                                                                                       |
| Église Notre-Dame-de-l'Assomption de Pluvault                                                                                      | Pluvault                                 |         | 47° 12′ 45″ nord, 5° 15′ 12″ est |                | |                    | Église Notre-Dame-de-l'Assomption de Pluvault                                                                                      |
| Église Saint-Vincent de Pluvet | Pluvet                                   |         | 47° 12′ 23″ nord, 5° 16′ 02″ est |                | |                    | Église Saint-Vincent de Pluvet |
| Église Saint-Germain-d'Auxerre de Poinçon-lès-Larrey                                                                               | Poinçon-lès-Larrey                       |         | 47° 52′ 58″ nord, 4° 26′ 33″ est | « PA00112586 » | Inscrit MH | 1925               | Église Saint-Germain-d'Auxerre de Poinçon-lès-Larrey                                                                               |
| Église Sainte-Catherine de Poiseul-la-Grange                                                                                       | Poiseul-la-Grange                        |         | 47° 34′ 33″ nord, 4° 48′ 11″ est | « IA21000958 » | |                    | Église Sainte-Catherine de Poiseul-la-Grange                                                                                       |
| Église Saint-Victor de Poiseul-la-Ville-et-Laperrière                                                                              | Poiseul-la-Ville-et-Laperrière           |         | 47° 33′ 46″ nord, 4° 40′ 14″ est | « PA00112588 » | Inscrit MH | 1947               | Église Saint-Victor de Poiseul-la-Ville-et-Laperrière                                                                              |
| Église de la Nativité de Poiseul-lès-Saulx                                                                                         | Poiseul-lès-Saulx                        |         | 47° 34′ 26″ nord, 4° 59′ 26″ est |                | |                    | Église de la Nativité de Poiseul-lès-Saulx                                                                                         |
| Église Saint-Pierre de Pommard | Pommard                                  |         | 47° 00′ 32″ nord, 4° 47′ 41″ est | « PA00112590 » | Inscrit MH | 1976               | Église Saint-Pierre de Pommard |
| Église Saint-Barthélemy de Poncey-sur-l'Ignon                                                                                      | Poncey-sur-l'Ignon                       |         | 47° 29′ 44″ nord, 4° 45′ 39″ est | « PA00112591 » | Classé MH | 2001               | Église Saint-Barthélemy de Poncey-sur-l'Ignon                                                                                      |
| Église Saint-Maurice de Pontailler-sur-Saône                                                                                       | Pontailler-sur-Saône                     |         | 47° 18′ 18″ nord, 5° 24′ 54″ est | « PA00112762 » | Inscrit MH | 1991               | Église Saint-Maurice de Pontailler-sur-Saône                                                                                       |
| Église Saint-André de Posanges | Posanges                                 |         | 47° 25′ 05″ nord, 4° 31′ 31″ est |                | |                    | Église Saint-André de Posanges |
| Église Saint-Georges de Pothières                                                                                                  | Pothières                                |         | 47° 55′ 22″ nord, 4° 31′ 09″ est | « IA00096140 » | |                    | Église Saint-Georges de Pothières                                                                                                  |
| Église Saint-Symphorien de Pouillenay                                                                                              | Pouillenay                               |         | 47° 30′ 24″ nord, 4° 28′ 07″ est |                | |                    | Image manquante Téléverser |
| Église Notre-Dame-Trouvée | Pouilly-en-Auxois                        |         | 47° 15′ 20″ nord, 4° 33′ 21″ est | « PA00112597 » | Classé MH | 1897               | Église Notre-Dame-Trouvée |
| Église Saint-Pierre de Pouilly-en-Auxois                                                                                           | Pouilly-en-Auxois                        |         | 47° 15′ 48″ nord, 4° 33′ 19″ est | « IA21000364 » | |                    | Église Saint-Pierre de Pouilly-en-Auxois                                                                                           |
| Église Saint-Antoine de Pouilly-sur-Saône                                                                                          | Pouilly-sur-Saône                        |         | 47° 01′ 04″ nord, 5° 07′ 22″ est | « IA00071087 » | |                    | Église Saint-Antoine de Pouilly-sur-Saône                                                                                          |
| Église de la Nativité de Pouilly-sur-Vingeanne                                                                                     | Pouilly-sur-Vingeanne                    |         | 47° 32′ 24″ nord, 5° 25′ 56″ est |                | |                    | Église de la Nativité de Pouilly-sur-Vingeanne                                                                                     |
| Église Saint-Martin de Prissey | Premeaux-Prissey                         |         | 47° 06′ 20″ nord, 4° 56′ 19″ est | « PA00112599 » | Inscrit MH | 1979               | Église Saint-Martin de Prissey |
| Église Saint-Marc de Premeaux | Premeaux-Prissey                         |         | 47° 06′ 45″ nord, 4° 55′ 59″ est | « IA21005110 » | |                    | Église Saint-Marc de Premeaux |
| Église de la Nativité de Premières                                                                                                 | Premières                                |         | 47° 13′ 59″ nord, 5° 16′ 58″ est |                | |                    | Église de la Nativité de Premières                                                                                                 |
| Église Saint-Bénigne de Prenois | Prenois                                  |         | 47° 22′ 34″ nord, 4° 53′ 45″ est |                | |                    | Église Saint-Bénigne de Prenois |
| Église Saint-Laurent de Prusly-sur-Ource                                                                                           | Prusly-sur-Ource                         |         | 47° 52′ 19″ nord, 4° 39′ 44″ est | « PA00112600 » | Inscrit MH Portail | 1927               | Église Saint-Laurent de Prusly-sur-Ource                                                                                           |
| Église de l'Assomption de Prâlon                                                                                                   | Prâlon                                   |         | 47° 18′ 36″ nord, 4° 46′ 34″ est | « IA00059814 » | |                    | Église de l'Assomption de Prâlon                                                                                                   |
| Église de la Trinité de Précy-sous-Thil                                                                                            | Précy-sous-Thil                          |         | 47° 23′ 11″ nord, 4° 18′ 52″ est |                | |                    | Église de la Trinité de Précy-sous-Thil                                                                                            |
| Église de la Nativité-de-la-Vierge de Puits                                                                                        | Puits                                    |         | 47° 44′ 02″ nord, 4° 27′ 25″ est |                | |                    | Église de la Nativité-de-la-Vierge de Puits                                                                                        |
| Église de l'Assomption de Puligny-Montrachet                                                                                       | Puligny-Montrachet                       |         | 46° 56′ 49″ nord, 4° 45′ 11″ est | « IA00061386 » | |                    | Église de l'Assomption de Puligny-Montrachet                                                                                       |
| Église Saint-Bénigne de Quemigny-sur-Seine                                                                                         | Quemigny-sur-Seine                       |         | 47° 39′ 47″ nord, 4° 40′ 11″ est | « IA00054210 » | |                    | Église Saint-Bénigne de Quemigny-sur-Seine                                                                                         |
| Église Saint-Martin de Quetigny | Quetigny                                 |         | 47° 18′ 44″ nord, 5° 06′ 58″ est | « IA21003148 » | |                    | Église Saint-Martin de Quetigny |
| Église Saint-Charles-Borromée de Quincerot                                                                                         | Quincerot                                |         | 47° 36′ 40″ nord, 4° 16′ 01″ est |                | |                    | Église Saint-Charles-Borromée de Quincerot                                                                                         |
| Église Saint-André de Quincey | Quincey                                  |         | 47° 06′ 42″ nord, 4° 58′ 25″ est |                | |                    | Église Saint-André de Quincey |
| Église Saint-Martin de Quincy-le-Vicomte                                                                                           | Quincy-le-Vicomte                        |         | 47° 36′ 30″ nord, 4° 15′ 25″ est |                | |                    | Église Saint-Martin de Quincy-le-Vicomte                                                                                           |
| Église Saint-Pierre-ès-Liens de Remilly-en-Montagne                                                                                | Remilly-en-Montagne                      |         | 47° 17′ 33″ nord, 4° 44′ 03″ est | « IA00059723 » | |                    | Église Saint-Pierre-ès-Liens de Remilly-en-Montagne                                                                                |
| Église de la Nativité de Remilly-sur-Tille                                                                                         | Remilly-sur-Tille                        |         | 47° 19′ 05″ nord, 5° 12′ 28″ est |                | |                    | Image manquante Téléverser |
| Église Saint-Martin de Renève | Renève                                   |         | 47° 24′ 19″ nord, 5° 24′ 15″ est | « IA00126221 » | |                    | Église Saint-Martin de Renève |
| Église Saint-Saturnin de Reulle-Vergy                                                                                              | Reulle-Vergy                             |         | 47° 10′ 49″ nord, 4° 53′ 25″ est | « PA00112606 » | Inscrit MH | 1947               | Église Saint-Saturnin de Reulle-Vergy                                                                                              |
| Église Saint-Bernard de Riel-les-Eaux                                                                                              | Riel-les-Eaux                            |         | 47° 58′ 30″ nord, 4° 40′ 27″ est | « IA00050498 » | |                    | Église Saint-Bernard de Riel-les-Eaux                                                                                              |
| Église de la Nativité de Rochefort-sur-Brévon                                                                                      | Rochefort-sur-Brévon                     |         | 47° 44′ 37″ nord, 4° 42′ 11″ est | « PA21000022 » | Inscrit MH | 2001               | Église de la Nativité de Rochefort-sur-Brévon                                                                                      |
| Église Sainte-Barbe de Roilly | Roilly                                   |         | 47° 25′ 08″ nord, 4° 20′ 23″ est |                | |                    | Église Sainte-Barbe de Roilly |
| Église de la Nativité de Rougemont                                                                                                 | Rougemont                                |         | 47° 40′ 04″ nord, 4° 14′ 43″ est | « PA00112613 » | Classé MH | 1912               | Image manquante Téléverser |
| Église Saint-Didier de Rouvray | Rouvray                                  |         | 47° 25′ 28″ nord, 4° 06′ 09″ est |                | |                    | Église Saint-Didier de Rouvray |
| Collégiale Saint-Jean-Baptiste de Rouvres-en-Plaine                                                                                | Rouvres-en-Plaine                        |         | 47° 14′ 17″ nord, 5° 08′ 26″ est | « PA00112615 » | Classé MH | 1862               | Collégiale Saint-Jean-Baptiste de Rouvres-en-Plaine                                                                                |
| Église Saint-Aignan de Rouvres-sous-Meilly                                                                                         | Rouvres-sous-Meilly                      |         | 47° 12′ 42″ nord, 4° 34′ 23″ est |                | |                    | Église Saint-Aignan de Rouvres-sous-Meilly                                                                                         |
| Église Saint-Léger de Ruffey-lès-Beaune                                                                                            | Ruffey-lès-Beaune                        |         | 47° 01′ 07″ nord, 4° 54′ 40″ est | « PA00135224 » | Inscrit MH | 1995               | Église Saint-Léger de Ruffey-lès-Beaune                                                                                            |
| Église Saint-Grégoire de Ruffey-lès-Echirey                                                                                        | Ruffey-lès-Echirey                       |         | 47° 22′ 03″ nord, 5° 04′ 58″ est |                | |                    | Église Saint-Grégoire de Ruffey-lès-Echirey                                                                                        |
| Église Saint-Pierre de Sacquenay                                                                                                   | Sacquenay                                |         | 47° 35′ 37″ nord, 5° 19′ 25″ est | « PA00112616 » | Classé MH | 1910               | Église Saint-Pierre de Sacquenay                                                                                                   |
| Église Saint-Pierre-et-Saint-Eutrope de Saffres                                                                                    | Saffres                                  |         | 47° 22′ 05″ nord, 4° 34′ 43″ est |                | |                    | Image manquante Téléverser |
| Église Saint-Andeux de Saint-Andeux                                                                                                | Saint-Andeux                             |         | 47° 24′ 02″ nord, 4° 05′ 56″ est |                | |                    | Image manquante Téléverser |
| Église Saint-Antide de Saint-Anthot                                                                                                | Saint-Anthot                             |         | 47° 18′ 56″ nord, 4° 38′ 44″ est | « IA00059681 » | |                    | Église Saint-Antide de Saint-Anthot                                                                                                |
| Église Saint-Apollinaire de Saint-Apollinaire (Côte-d'Or)                                                                          | Saint-Apollinaire                        |         | 47° 20′ 02″ nord, 5° 04′ 54″ est | « PA00112621 » | Inscrit MH Abside | 1946               | Église Saint-Apollinaire de Saint-Apollinaire (Côte-d'Or)                                                                          |
| Église Saint-Aubin de Saint-Aubin (Côte-d'Or)                                                                                      | Saint-Aubin                              |         | 46° 57′ 02″ nord, 4° 42′ 33″ est | « PA00112622 » | Classé MH | 1980               | Église Saint-Aubin de Saint-Aubin (Côte-d'Or)                                                                                      |
| Église Saint-Bénigne de Saint-Broing-les-Moines                                                                                    | Saint-Broing-les-Moines                  |         | 47° 41′ 53″ nord, 4° 50′ 34″ est | « IA00050302 » | |                    | Église Saint-Bénigne de Saint-Broing-les-Moines                                                                                    |
| Église Saint-Didier de Saint-Didier (Côte-d'Or)                                                                                    | Saint-Didier                             |         | 47° 19′ 49″ nord, 4° 10′ 55″ est |                | |                    | Église Saint-Didier de Saint-Didier (Côte-d'Or)                                                                                    |
| Église Saint-Clément de Saint-Euphrône                                                                                             | Saint-Euphrône                           |         | 47° 28′ 37″ nord, 4° 22′ 51″ est | « PA21000024 » | Inscrit MH | 2001               | Église Saint-Clément de Saint-Euphrône                                                                                             |
| Église Saint-Germain de Saint-Germain-de-Modéon                                                                                    | Saint-Germain-de-Modéon                  |         | 47° 22′ 47″ nord, 4° 07′ 53″ est |                | |                    | Église Saint-Germain de Saint-Germain-de-Modéon                                                                                    |
| Église Saint-Germain de Saint-Germain-le-Rocheux                                                                                   | Saint-Germain-le-Rocheux                 |         | 47° 45′ 05″ nord, 4° 40′ 12″ est | « PA00112625 » | Inscrit MH | 1947               | Église Saint-Germain de Saint-Germain-le-Rocheux                                                                                   |
| Église Saint-Germain-de-Paris de Saint-Germain-lès-Senailly                                                                        | Saint-Germain-lès-Senailly               |         | 47° 35′ 51″ nord, 4° 16′ 27″ est | « PA00112627 » | Inscrit MH | 1925               | Église Saint-Germain-de-Paris de Saint-Germain-lès-Senailly                                                                        |
| Église Saint-Barthélemy de Saint-Hélier                                                                                            | Saint-Hélier                             |         | 47° 23′ 05″ nord, 4° 40′ 57″ est | « PA00112629 » | Inscrit MH | 1925               | Église Saint-Barthélemy de Saint-Hélier                                                                                            |
| Église Saint-Jean-Baptiste de Saint-Jean-de-Bœuf                                                                                   | Saint-Jean-de-Bœuf                       |         | 47° 13′ 02″ nord, 4° 44′ 51″ est | « IA00059688 » | |                    | Église Saint-Jean-Baptiste de Saint-Jean-de-Bœuf                                                                                   |
| Église Saint-Jean-Baptiste de Saint-Jean-de-Losne                                                                                  | Saint-Jean-de-Losne                      |         | 47° 06′ 06″ nord, 5° 15′ 47″ est | « PA00112630 » | Classé MH | 1921               | Église Saint-Jean-Baptiste de Saint-Jean-de-Losne                                                                                  |
| Église Saint-Julien de Saint-Julien (Côte-d'Or)                                                                                    | Saint-Julien                             |         | 47° 24′ 00″ nord, 5° 08′ 39″ est |                | |                    | Église Saint-Julien de Saint-Julien (Côte-d'Or)                                                                                    |
| Église Notre-Dame-de-l'Assomption de Saint-Léger-Triey                                                                             | Saint-Léger-Triey                        |         | 47° 18′ 51″ nord, 5° 21′ 57″ est |                | |                    | Église Notre-Dame-de-l'Assomption de Saint-Léger-Triey                                                                             |
| Église Saint-Marc de Saint-Marc-sur-Seine                                                                                          | Saint-Marc-sur-Seine                     |         | 47° 42′ 04″ nord, 4° 36′ 10″ est | « IA00063792 » | |                    | Église Saint-Marc de Saint-Marc-sur-Seine                                                                                          |
| Église Saint-Martin-de-Tours de Saint-Martin-de-la-Mer                                                                             | Saint-Martin-de-la-Mer                   |         | 47° 14′ 12″ nord, 4° 14′ 04″ est |                | |                    | Église Saint-Martin-de-Tours de Saint-Martin-de-la-Mer                                                                             |
| Église Saint-Martin de Saint-Martin-du-Mont                                                                                        | Saint-Martin-du-Mont                     |         | 47° 26′ 01″ nord, 4° 47′ 12″ est |                | |                    | Église Saint-Martin de Saint-Martin-du-Mont                                                                                        |
| Église Saint-Maurice de Saint-Maurice-sur-Vingeanne                                                                                | Saint-Maurice-sur-Vingeanne              |         | 47° 34′ 41″ nord, 5° 24′ 33″ est | « PA00112633 » | Classé MH | 1910               | Église Saint-Maurice de Saint-Maurice-sur-Vingeanne                                                                                |
| Église Saint-Sulpice de Saint-Mesmin                                                                                               | Saint-Mesmin                             |         | 47° 20′ 32″ nord, 4° 39′ 07″ est |                | |                    | Église Saint-Sulpice de Saint-Mesmin                                                                                               |
| Église Saint-Nicolas de Saint-Nicolas-lès-Cîteaux                                                                                  | Saint-Nicolas-lès-Cîteaux                |         | 47° 06′ 54″ nord, 5° 03′ 17″ est |                | |                    | Église Saint-Nicolas de Saint-Nicolas-lès-Cîteaux                                                                                  |
| Abbatiale Notre-Dame-de-Cîteaux de la maison-mère de l'ordre des cisterciens de la Stricte Observance de Saint-Nicolas-lès-Cîteaux | Saint-Nicolas-lès-Cîteaux                |         | 47° 07′ 42″ nord, 5° 05′ 35″ est |                | |                    | Abbatiale Notre-Dame-de-Cîteaux de la maison-mère de l'ordre des cisterciens de la Stricte Observance de Saint-Nicolas-lès-Cîteaux |
| Église Saint-Philibert-et-Saint-Bernard de Saint-Philibert                                                                         | Saint-Philibert                          |         | 47° 12′ 24″ nord, 5° 00′ 42″ est | « PA00112635 » | Inscrit MH | 1925               | Église Saint-Philibert-et-Saint-Bernard de Saint-Philibert                                                                         |
| Église Saint-Pierre de Saint-Pierre-en-Vaux                                                                                        | Saint-Pierre-en-Vaux                     |         | 47° 03′ 24″ nord, 4° 31′ 36″ est |                | |                    | Église Saint-Pierre de Saint-Pierre-en-Vaux                                                                                        |
| Église Saint-Prix de Saint-Prix-lès-Arnay                                                                                          | Saint-Prix-lès-Arnay                     |         | 47° 06′ 57″ nord, 4° 29′ 46″ est |                | |                    | Église Saint-Prix de Saint-Prix-lès-Arnay                                                                                          |
| Église Saint-Romain de Saint-Romain (Côte-d'Or)                                                                                    | Saint-Romain                             |         | 47° 00′ 01″ nord, 4° 42′ 47″ est | « IA00061457 » | |                    | Église Saint-Romain de Saint-Romain (Côte-d'Or)                                                                                    |
| Église Saint-Rémy de Saint-Rémy (Côte-d'Or)                                                                                        | Saint-Rémy                               |         | 47° 38′ 15″ nord, 4° 17′ 53″ est |                | |                    | Image manquante Téléverser |
| Église de la Trinité de Saint-Sauveur                                                                                              | Saint-Sauveur                            |         | 47° 21′ 25″ nord, 5° 24′ 59″ est |                | |                    | Église de la Trinité de Saint-Sauveur                                                                                              |
| Église Saint-Janvier de Saint-Seine-en-Bâche                                                                                       | Saint-Seine-en-Bâche                     |         | 47° 07′ 15″ nord, 5° 22′ 13″ est |                | |                    | Église Saint-Janvier de Saint-Seine-en-Bâche                                                                                       |
| Abbatiale de l'abbaye de Saint-Seine-l'Abbaye                                                                                      | Saint-Seine-l'Abbaye                     |         | 47° 26′ 24″ nord, 4° 47′ 23″ est | « PA00112640 » | Classé MH | 1862               | Abbatiale de l'abbaye de Saint-Seine-l'Abbaye                                                                                      |
| Église Saint-Seine de Saint-Seine-sur-Vingeanne                                                                                    | Saint-Seine-sur-Vingeanne                |         | 47° 31′ 24″ nord, 5° 25′ 47″ est | « PA00112644 » | Classé MH | 1913               | Église Saint-Seine de Saint-Seine-sur-Vingeanne                                                                                    |
| Église Saint-Symphorien de Saint-Symphorien-sur-Saône                                                                              | Saint-Symphorien-sur-Saône               |         | 47° 06′ 10″ nord, 5° 18′ 18″ est |                | |                    | Église Saint-Symphorien de Saint-Symphorien-sur-Saône                                                                              |
| Église Saint-Thibault de Saint-Thibault (Côte-d'Or)                                                                                | Saint-Thibault                           |         | 47° 22′ 21″ nord, 4° 28′ 19″ est | « PA00112645 » | Classé MH | 1840               | Église Saint-Thibault de Saint-Thibault (Côte-d'Or)                                                                                |
| Église Saint-Victor de Saint-Victor-sur-Ouche                                                                                      | Saint-Victor-sur-Ouche                   |         | 47° 14′ 00″ nord, 4° 44′ 45″ est | « IA00059676 » | |                    | Église Saint-Victor de Saint-Victor-sur-Ouche                                                                                      |
| Église Sainte-Colombe-et-Sainte-Croix de Sainte-Colombe-en-Auxois                                                                  | Sainte-Colombe-en-Auxois                 |         | 47° 25′ 38″ nord, 4° 27′ 28″ est |                | |                    | Église Sainte-Colombe-et-Sainte-Croix de Sainte-Colombe-en-Auxois                                                                  |
| Église Saint-Laurent de Sainte-Colombe-sur-Seine                                                                                   | Sainte-Colombe-sur-Seine                 |         | 47° 52′ 15″ nord, 4° 32′ 32″ est | « IA00096166 » | |                    | Église Saint-Laurent de Sainte-Colombe-sur-Seine                                                                                   |
| Église de l'Assomption de Sainte-Marie-la-Blanche                                                                                  | Sainte-Marie-la-Blanche                  |         | 46° 58′ 49″ nord, 4° 53′ 16″ est | « PA00112611 » | Inscrit MH | 1988               | Église de l'Assomption de Sainte-Marie-la-Blanche                                                                                  |
| Église de la Nativité de Sainte-Marie-sur-Ouche                                                                                    | Sainte-Marie-sur-Ouche                   |         | 47° 17′ 11″ nord, 4° 47′ 55″ est | « IA00059657 » | |                    | Église de la Nativité de Sainte-Marie-sur-Ouche                                                                                    |
| Église Sainte-Sabine de Sainte-Sabine (Côte-d'Or)                                                                                  | Sainte-Sabine                            |         | 47° 11′ 32″ nord, 4° 37′ 28″ est | « PA00112639 » | Classé MH | 1910               | Église Sainte-Sabine de Sainte-Sabine (Côte-d'Or)                                                                                  |
| Église Saint-Martin de Salives | Salives                                  |         | 47° 37′ 00″ nord, 4° 55′ 02″ est |                | |                    | Église Saint-Martin de Salives |
| Église Notre-Dame de Salmaise | Salmaise                                 |         | 47° 27′ 27″ nord, 4° 39′ 40″ est | « PA00112648 » | Classé MH Choeur, transept, clocher ; Inscrit MH Nef moderne | 1983 ; 1983        | Église Notre-Dame de Salmaise |
| Église de la Nativité-de-la-Sainte-Vierge de Samerey                                                                               | Samerey                                  |         | 47° 05′ 28″ nord, 5° 21′ 39″ est |                | |                    | Église de la Nativité-de-la-Sainte-Vierge de Samerey                                                                               |
| Église Notre-Dame-du-Rosaire de Santenay                                                                                           | Santenay                                 |         | 46° 54′ 48″ nord, 4° 41′ 47″ est | « IA00061482 » | |                    | Église Notre-Dame-du-Rosaire de Santenay                                                                                           |
| Église Saint-Jean de Narosse | Santenay                                 |         | 46° 55′ 13″ nord, 4° 40′ 39″ est | « PA00112651 » | Classé MH | 1928               | Église Saint-Jean de Narosse |
| Église Saint-Germain-d'Auxerre de Santosse                                                                                         | Santosse                                 |         | 47° 00′ 21″ nord, 4° 37′ 41″ est | « IA00061511 » | |                    | Église Saint-Germain-d'Auxerre de Santosse                                                                                         |
| Basilique Saint-Andoche de Saulieu                                                                                                 | Saulieu                                  |         | 47° 16′ 46″ nord, 4° 13′ 48″ est | « PA00112652 » | Classé MH | 1840               | Basilique Saint-Andoche de Saulieu                                                                                                 |
| Église Saint-Saturnin de Saulieu                                                                                                   | Saulieu                                  |         | 47° 16′ 35″ nord, 4° 13′ 56″ est | « PA00112653 » | Inscrit MH | 1925               | Église Saint-Saturnin de Saulieu                                                                                                   |
| Église Saint-Sébastien de Saulon-la-Chapelle                                                                                       | Saulon-la-Chapelle                       |         | 47° 12′ 55″ nord, 5° 05′ 17″ est |                | |                    | Église Saint-Sébastien de Saulon-la-Chapelle                                                                                       |
| Église de l'Assomption de Saulx-le-Duc                                                                                             | Saulx-le-Duc                             |         | 47° 32′ 25″ nord, 5° 01′ 05″ est |                | |                    | Église de l'Assomption de Saulx-le-Duc                                                                                             |
| Église Saint-Laurent de Saussey | Saussey                                  |         | 47° 04′ 11″ nord, 4° 36′ 33″ est |                | |                    | Église Saint-Laurent de Saussey |
| Église Sainte-Marie-Madeleine de Saussy                                                                                            | Saussy                                   |         | 47° 28′ 04″ nord, 4° 57′ 41″ est | « IA21004140 » | |                    | Église Sainte-Marie-Madeleine de Saussy                                                                                            |
| Église Saint-Gervais-et-Saint-Protais de Savigny-le-Sec                                                                            | Savigny-le-Sec                           |         | 47° 25′ 49″ nord, 5° 03′ 12″ est |                | |                    | Église Saint-Gervais-et-Saint-Protais de Savigny-le-Sec                                                                            |
| Église Saint-Gervais-et-Saint-Protais de Savigny-le-Sec                                                                            | Savigny-le-Sec                           |         | 47° 25′ 49″ nord, 5° 03′ 12″ est |                | |                    | Église Saint-Gervais-et-Saint-Protais de Savigny-le-Sec                                                                            |
| Église Saint-Cassien de Savigny-lès-Beaune                                                                                         | Savigny-lès-Beaune                       |         | 47° 03′ 46″ nord, 4° 49′ 12″ est | « PA00112658 » | Inscrit MH Transept, choeur ; Classé MH Clocher | 1925 ; 1930        | Église Saint-Cassien de Savigny-lès-Beaune                                                                                         |
| Église Saint-Antoine de Savigny-sous-Mâlain                                                                                        | Savigny-sous-Mâlain                      |         | 47° 19′ 56″ nord, 4° 45′ 45″ est | « PA00112660 » | Inscrit MH | 1950               | Église Saint-Antoine de Savigny-sous-Mâlain                                                                                        |
| Église Notre-Dame-de-l'Assomption de Savilly                                                                                       | Savilly                                  |         | 47° 07′ 33″ nord, 4° 16′ 49″ est |                | |                    | Église Notre-Dame-de-l'Assomption de Savilly                                                                                       |
| Église Saint-Martin de Savoisy | Savoisy                                  |         | 47° 43′ 52″ nord, 4° 24′ 52″ est | « PA00112661 » | Inscrit MH Choeur | 1926               | Église Saint-Martin de Savoisy |
| Église Saint-Laurent de Savouges                                                                                                   | Savouges                                 |         | 47° 11′ 04″ nord, 5° 03′ 36″ est |                | |                    | Église Saint-Laurent de Savouges                                                                                                   |
| Église Saint-Prix de Seigny | Seigny                                   |         | 47° 34′ 30″ nord, 4° 26′ 06″ est |                | |                    | Église Saint-Prix de Seigny |
| Église Saint-Rémi de Selongey | Selongey                                 |         | 47° 35′ 13″ nord, 5° 11′ 09″ est | « PA00112664 » | Classé MH | 1908               | Église Saint-Rémi de Selongey |
| Église Saint-Gall de Semarey | Semarey                                  |         | 47° 16′ 05″ nord, 4° 37′ 58″ est |                | |                    | Église Saint-Gall de Semarey |
| Église de la Trinité de Semezanges                                                                                                 | Semezanges                               |         | 47° 12′ 50″ nord, 4° 51′ 29″ est |                | |                    | Église de la Trinité de Semezanges                                                                                                 |
| Église de l'Immaculée-Conception de Semond                                                                                         | Semond                                   |         | 47° 43′ 04″ nord, 4° 35′ 36″ est | « IA00063802 » | |                    | Église de l'Immaculée-Conception de Semond                                                                                         |
| Collégiale Notre-Dame de Semur-en-Auxois                                                                                           | Semur-en-Auxois                          |         | 47° 29′ 26″ nord, 4° 19′ 57″ est | « PA00112669 » | Classé MH | 1840               | Collégiale Notre-Dame de Semur-en-Auxois                                                                                           |
| Église Saint-Jacques-le-Mineur de Senailly                                                                                         | Senailly                                 |         | 47° 35′ 08″ nord, 4° 15′ 59″ est |                | |                    | Image manquante Téléverser |
| Église Saint-Maurice de Sennecey-lès-Dijon                                                                                         | Sennecey-lès-Dijon                       |         | 47° 17′ 29″ nord, 5° 06′ 08″ est | « IA21003265 » | |                    | Église Saint-Maurice de Sennecey-lès-Dijon                                                                                         |
| Église Saint-Martin de Seurre | Seurre                                   |         | 46° 59′ 52″ nord, 5° 08′ 44″ est | « PA00112678 » | Inscrit MH | 1927               | Église Saint-Martin de Seurre |
| Église Saint-Jean de Réôme de Sincey-lès-Rouvray                                                                                   | Sincey-lès-Rouvray                       |         | 47° 25′ 50″ nord, 4° 07′ 54″ est |                | |                    | Église Saint-Jean de Réôme de Sincey-lès-Rouvray                                                                                   |
| Église Saint-Vincent de Soirans | Soirans                                  |         | 47° 12′ 18″ nord, 5° 17′ 21″ est |                | |                    | Église Saint-Vincent de Soirans |
| Église de la Nativité de Soissons-sur-Nacey                                                                                        | Soissons-sur-Nacey                       |         | 47° 15′ 29″ nord, 5° 27′ 19″ est |                | |                    | Église de la Nativité de Soissons-sur-Nacey                                                                                        |
| Église de la Nativité de Sombernon                                                                                                 | Sombernon                                |         | 47° 18′ 23″ nord, 4° 42′ 16″ est | « IA00059747 » | |                    | Église de la Nativité de Sombernon                                                                                                 |
| Église Notre-Dame de Source-Seine                                                                                                  | Source-Seine                             |         | 47° 29′ 42″ nord, 4° 41′ 51″ est |                | |                    | Église Notre-Dame de Source-Seine                                                                                                  |
| Église de la Nativité de Soussey-sur-Brionne                                                                                       | Soussey-sur-Brionne                      |         | 47° 19′ 30″ nord, 4° 32′ 08″ est |                | |                    | Église de la Nativité de Soussey-sur-Brionne                                                                                       |
| Église de la Nativité de Spoy | Spoy                                     |         | 47° 26′ 48″ nord, 5° 11′ 22″ est |                | |                    | Église de la Nativité de Spoy |
| Église Saint-Pierre-et-Saint-Paul de Sussey                                                                                        | Sussey                                   |         | 47° 13′ 24″ nord, 4° 21′ 46″ est |                | |                    | Église Saint-Pierre-et-Saint-Paul de Sussey                                                                                        |
| Église Saint-Fiacre de Tailly | Tailly                                   |         | 46° 58′ 10″ nord, 4° 48′ 51″ est |                | |                    | Église Saint-Fiacre de Tailly |
| Église Notre-Dame de Talant | Talant                                   |         | 47° 20′ 07″ nord, 5° 00′ 13″ est | « PA00112687 » | Classé MH | 1908               | Église Notre-Dame de Talant |
| Église Saint-Just de Talant | Talant                                   |         | 47° 20′ 24″ nord, 4° 59′ 47″ est |                | |                    | Image manquante Téléverser |
| Église Saint-Vallier de Talmay | Talmay                                   |         | 47° 21′ 20″ nord, 5° 26′ 16″ est |                | |                    | Église Saint-Vallier de Talmay |
| Église Saint-Martin de Tanay | Tanay                                    |         | 47° 24′ 34″ nord, 5° 16′ 37″ est | « IA00126253 » | |                    | Église Saint-Martin de Tanay |
| Église Saint-Brice de Tarsul | Tarsul                                   |         | 47° 31′ 54″ nord, 4° 59′ 04″ est |                | |                    | Église Saint-Brice de Tarsul |
| Église du Sacré-Cœur de Tart-le-Haut                                                                                               | Tart                                     |         | 47° 12′ 17″ nord, 5° 12′ 26″ est |                | |                    | Église du Sacré-Cœur de Tart-le-Haut                                                                                               |
| Église Saint-Bénigne de Tellecey                                                                                                   | Tellecey                                 |         | 47° 17′ 38″ nord, 5° 16′ 51″ est |                | |                    | Image manquante Téléverser |
| Église de l'Assomption de Ternant                                                                                                  | Ternant                                  |         | 47° 12′ 05″ nord, 4° 51′ 18″ est |                | |                    | Église de l'Assomption de Ternant                                                                                                  |
| Église Notre-Dame de la Nativité de Terrefondrée                                                                                   | Terrefondrée                             |         | 47° 43′ 51″ nord, 4° 51′ 50″ est | « PA00112692 » | Classé MH Porche | 1926               | Église Notre-Dame de la Nativité de Terrefondrée                                                                                   |
| Église Saint-Léger de Thenissey | Thenissey                                |         | 47° 29′ 46″ nord, 4° 37′ 21″ est | « PA21000017 » | Inscrit MH | 1999               | Église Saint-Léger de Thenissey |
| Église Saint-Benoît de Thoires | Thoires                                  |         | 47° 56′ 06″ nord, 4° 40′ 25″ est | « IA00050499 » | |                    | Église Saint-Benoît de Thoires |
| Église Saint-Pierre de Thoisy-la-Berchère                                                                                          | Thoisy-la-Berchère                       |         | 47° 15′ 44″ nord, 4° 20′ 46″ est | « PA00112696 » | Inscrit MH | 1971               | Église Saint-Pierre de Thoisy-la-Berchère                                                                                          |
| Église Saint-Maurice de Thoisy-le-Désert                                                                                           | Thoisy-le-Désert                         |         | 47° 14′ 47″ nord, 4° 31′ 32″ est | « PA00112698 » | Classé MH Eglise à l'exception de la nef | 1922               | Église Saint-Maurice de Thoisy-le-Désert                                                                                           |
| Église Saint-Laurent de Thomirey                                                                                                   | Thomirey                                 |         | 47° 04′ 52″ nord, 4° 35′ 37″ est |                | |                    | Église Saint-Laurent de Thomirey                                                                                                   |
| Église Saint-Martin de Thorey-sous-Charny                                                                                          | Thorey-sous-Charny                       |         | 47° 19′ 24″ nord, 4° 26′ 47″ est |                | |                    | Église Saint-Martin de Thorey-sous-Charny                                                                                          |
| Église Saint-Aubin de Thorey-sur-Ouche                                                                                             | Thorey-sur-Ouche                         |         | 47° 08′ 58″ nord, 4° 41′ 23″ est |                | |                    | Église Saint-Aubin de Thorey-sur-Ouche                                                                                             |
| Église Sainte-Croix de Thoste | Thoste                                   |         | 47° 26′ 11″ nord, 4° 13′ 32″ est |                | |                    | Église Sainte-Croix de Thoste |
| Église Saint-Hilaire de Thury | Thury                                    |         | 47° 02′ 03″ nord, 4° 31′ 31″ est | « IA00061519 » | |                    | Église Saint-Hilaire de Thury |
| Église Saint-Pierre de Tichey | Tichey                                   |         | 47° 00′ 44″ nord, 5° 17′ 00″ est | « IA00071127 » | |                    | Église Saint-Pierre de Tichey |
| Église Saint-Florent-et-Saint-Honoré de Til-Châtel                                                                                 | Til-Châtel                               |         | 47° 31′ 05″ nord, 5° 10′ 19″ est | « PA00112700 » | Classé MH | 1862               | Église Saint-Florent-et-Saint-Honoré de Til-Châtel                                                                                 |
| Église Saint-Denis de Tillenay | Tillenay                                 |         | 47° 10′ 46″ nord, 5° 21′ 06″ est |                | |                    | Église Saint-Denis de Tillenay |
| Église Saint-Didier de Torcy | Torcy-et-Pouligny                        |         | 47° 29′ 38″ nord, 4° 13′ 20″ est | « PA00112703 » | Inscrit MH | 1925               | Église Saint-Didier de Torcy |
| Église Saint-Fiacre de Touillon | Touillon                                 |         | 47° 39′ 07″ nord, 4° 25′ 34″ est |                | |                    | Image manquante Téléverser |
| Église du Petit-Jailly | Touillon                                 |         | 47° 39′ 55″ nord, 4° 24′ 19″ est |                | |                    | Image manquante Téléverser |
| Église Saint-Martin de Toutry | Toutry                                   |         | 47° 30′ 20″ nord, 4° 07′ 13″ est |                | |                    | Église Saint-Martin de Toutry |
| Église de la Nativité de Trochères                                                                                                 | Trochères                                |         | 47° 20′ 41″ nord, 5° 18′ 19″ est | « IA00126266 » | |                    | Église de la Nativité de Trochères                                                                                                 |
| Église Saint-Martin de Trouhans | Trouhans                                 |         | 47° 08′ 55″ nord, 5° 16′ 30″ est |                | |                    | Église Saint-Martin de Trouhans |
| Église Saint-Philibert de Trouhaut                                                                                                 | Trouhaut                                 |         | 47° 23′ 29″ nord, 4° 45′ 26″ est | « IA21003478 » | |                    | Église Saint-Philibert de Trouhaut                                                                                                 |
| Église Saint-Julien de Turcey | Turcey                                   |         | 47° 24′ 22″ nord, 4° 43′ 02″ est | « IA21003977 » | |                    | Église Saint-Julien de Turcey |
| Église Saint-Martin d'Uncey-le-Franc                                                                                               | Uncey-le-Franc                           |         | 47° 20′ 40″ nord, 4° 34′ 24″ est |                | |                    | Église Saint-Martin d'Uncey-le-Franc                                                                                               |
| Église Saint-Médard d'Urcy | Urcy                                     |         | 47° 15′ 40″ nord, 4° 51′ 04″ est |                | |                    | Église Saint-Médard d'Urcy |
| Église Saint-Nicolas de Val-Suzon-Bas                                                                                              | Val-Suzon                                |         | 47° 24′ 46″ nord, 4° 54′ 10″ est | « IA21000954 » | |                    | Église Saint-Nicolas de Val-Suzon-Bas                                                                                              |
| Église de l'Exaltation-de-la-Sainte-Croix de Quemigny-Poisot                                                                       | Valforêt                                 |         | 47° 13′ 47″ nord, 4° 51′ 53″ est |                | |                    | Église de l'Exaltation-de-la-Sainte-Croix de Quemigny-Poisot                                                                       |
| Église de l'Assomption de Vandenesse-en-Auxois                                                                                     | Vandenesse-en-Auxois                     |         | 47° 13′ 08″ nord, 4° 36′ 58″ est | « PA00112707 » | Inscrit MH | 1927               | Église de l'Assomption de Vandenesse-en-Auxois                                                                                     |
| Église Notre-Dame-de-l'Assomption de Vanvey                                                                                        | Vanvey                                   |         | 47° 50′ 06″ nord, 4° 42′ 34″ est | « PA00112709 » | Inscrit MH Eglise à l'exclusion du clocher | 1976               | Église Notre-Dame-de-l'Assomption de Vanvey                                                                                        |
| Église Saint-Pierre-ès-Liens de Varanges                                                                                           | Varanges                                 |         | 47° 13′ 49″ nord, 5° 11′ 33″ est |                | |                    | Église Saint-Pierre-ès-Liens de Varanges                                                                                           |
| Église Saint-André de Varois-et-Chaignot                                                                                           | Varois-et-Chaignot                       |         | 47° 21′ 01″ nord, 5° 07′ 50″ est |                | |                    | Église Saint-André de Varois-et-Chaignot                                                                                           |
| Église Saint-Jean-Baptiste de Vauchignon                                                                                           | Vauchignon                               |         | 46° 58′ 34″ nord, 4° 38′ 39″ est |                | |                    | Image manquante Téléverser |
| Église Saint-Pierre de Vaux-Saules                                                                                                 | Vaux-Saules                              |         | 47° 28′ 00″ nord, 4° 48′ 20″ est | « IA21004114 » | |                    | Église Saint-Pierre de Vaux-Saules                                                                                                 |
| Église Saint-Cassien-et-de la Très-Sainte-Vierge-Marie de Veilly                                                                   | Veilly                                   |         | 47° 07′ 36″ nord, 4° 35′ 54″ est |                | |                    | Église Saint-Cassien-et-de la Très-Sainte-Vierge-Marie de Veilly                                                                   |
| Église Saint-Blaise de Velars-sur-Ouche                                                                                            | Velars-sur-Ouche                         |         | 47° 19′ 08″ nord, 4° 54′ 25″ est | « IA21003886 » | |                    | Église Saint-Blaise de Velars-sur-Ouche                                                                                            |
| Église Saint-Nicolas de Velogny | Velogny                                  |         | 47° 24′ 14″ nord, 4° 27′ 49″ est |                | |                    | Église Saint-Nicolas de Velogny |
| Église Sainte-Chantal de Venarey-les-Laumes                                                                                        | Venarey-les-Laumes                       |         | 47° 32′ 31″ nord, 4° 27′ 47″ est |                | |                    | Église Sainte-Chantal de Venarey-les-Laumes                                                                                        |
| Église Saint-Germain-de-Paris de Clos Fleury                                                                                       | Venarey-les-Laumes                       |         | 47° 32′ 07″ nord, 4° 26′ 24″ est |                | |                    | Église Saint-Germain-de-Paris de Clos Fleury                                                                                       |
| Église Saint-Barthélemy de Verdonnet                                                                                               | Verdonnet                                |         | 47° 44′ 12″ nord, 4° 19′ 50″ est | « IA00063106 » | |                    | Église Saint-Barthélemy de Verdonnet                                                                                               |
| Église Saint-Gengoult de Vernois-lès-Vesvres                                                                                       | Vernois-lès-Vesvres                      |         | 47° 38′ 34″ nord, 5° 08′ 44″ est |                | |                    | Image manquante Téléverser |
| Église Saint-Martin de Vernot | Vernot                                   |         | 47° 29′ 30″ nord, 4° 58′ 28″ est |                | |                    | Église Saint-Martin de Vernot |
| Église Saint-Maurice-et-Saint-Seine de Verrey-sous-Drée                                                                            | Verrey-sous-Drée                         |         | 47° 21′ 56″ nord, 4° 41′ 22″ est | « IA00059731 » | |                    | Église Saint-Maurice-et-Saint-Seine de Verrey-sous-Drée                                                                            |
| Église Saint-André de Verrey-sous-Salmaise                                                                                         | Verrey-sous-Salmaise                     |         | 47° 26′ 20″ nord, 4° 40′ 03″ est |                | |                    | Église Saint-André de Verrey-sous-Salmaise                                                                                         |
| Église Saint-Pierre-ès-Liens de Vertault                                                                                           | Vertault                                 |         | 47° 54′ 52″ nord, 4° 21′ 03″ est | « IA00063126 » | |                    | Église Saint-Pierre-ès-Liens de Vertault                                                                                           |
| Église Saint-Baudry de Vesvres | Vesvres                                  |         | 47° 22′ 56″ nord, 4° 31′ 52″ est |                | |                    | Église Saint-Baudry de Vesvres |
| Église de l'Assomption de Veuvey-sur-Ouche                                                                                         | Veuvey-sur-Ouche                         |         | 47° 11′ 06″ nord, 4° 42′ 59″ est | « IA21003871 » | |                    | Église de l'Assomption de Veuvey-sur-Ouche                                                                                         |
| Église Saint-Pierre-ès-Liens de Veuxhaulles-sur-Aube                                                                               | Veuxhaulles-sur-Aube                     |         | 47° 56′ 49″ nord, 4° 48′ 02″ est | « IA00050531 » | |                    | Église Saint-Pierre-ès-Liens de Veuxhaulles-sur-Aube                                                                               |
| Église Saint-Georges de Vianges | Vianges                                  |         | 47° 09′ 32″ nord, 4° 19′ 34″ est |                | |                    | Église Saint-Georges de Vianges |
| Église Saint-Martin de Vic-de-Chassenay                                                                                            | Vic-de-Chassenay                         |         | 47° 28′ 31″ nord, 4° 16′ 00″ est | « PA00112718 » | Inscrit MH | 1927               | Église Saint-Martin de Vic-de-Chassenay                                                                                            |
| Église Saint-Pierre-et-Saint-Paul de Vic-des-Prés                                                                                  | Vic-des-Prés                             |         | 47° 06′ 13″ nord, 4° 38′ 31″ est | « PA00112719 » | Classé MH Transept, choeur, clocher | 1910               | Église Saint-Pierre-et-Saint-Paul de Vic-des-Prés                                                                                  |
| Collégiale de la Sainte-Trinité de Vic-sous-Thil                                                                                   | Vic-sous-Thil                            |         | 47° 23′ 14″ nord, 4° 20′ 09″ est | « PA00112721 » | Classé MH ruines | 1905               | Collégiale de la Sainte-Trinité de Vic-sous-Thil                                                                                   |
| Église Saint-Jean-Baptiste de Vic-sous-Thil                                                                                        | Vic-sous-Thil                            |         | 47° 22′ 13″ nord, 4° 18′ 34″ est |                | |                    | Église Saint-Jean-Baptiste de Vic-sous-Thil                                                                                        |
| Église de la Nativité-de-la-Vierge de la Chaleur                                                                                   | Vieilmoulin                              |         | 47° 18′ 47″ nord, 4° 40′ 49″ est |                | |                    | Église de la Nativité-de-la-Vierge de la Chaleur                                                                                   |
| Église Saint-Maurice de Vielverge                                                                                                  | Vielverge                                |         | 47° 16′ 03″ nord, 5° 27′ 07″ est |                | |                    | Église Saint-Maurice de Vielverge                                                                                                  |
| Église Saint-Laurent de Vieux-Château                                                                                              | Vieux-Château                            |         | 47° 28′ 06″ nord, 4° 07′ 55″ est |                | |                    | Église Saint-Laurent de Vieux-Château                                                                                              |
| Église Saint-Andoche de Vignoles                                                                                                   | Vignoles                                 |         | 47° 01′ 46″ nord, 4° 53′ 16″ est |                | |                    | Église Saint-Andoche de Vignoles                                                                                                   |
| Église Saint-Médard de Villaines-en-Duesmois                                                                                       | Villaines-en-Duesmois                    |         | 47° 40′ 54″ nord, 4° 31′ 35″ est | « IA00063812 » | |                    | Église Saint-Médard de Villaines-en-Duesmois                                                                                       |
| Église Saint-Pierre-Saint-Paul de Villaines-les-Prévôtes                                                                           | Villaines-les-Prévôtes                   |         | 47° 33′ 16″ nord, 4° 18′ 20″ est |                | |                    | Église Saint-Pierre-Saint-Paul de Villaines-les-Prévôtes                                                                           |
| Église Saint-Grégoire de Villargoix                                                                                                | Villargoix                               |         | 47° 17′ 26″ nord, 4° 17′ 44″ est |                | |                    | Église Saint-Grégoire de Villargoix                                                                                                |
| Église Saint-Nicolas de Villeberny                                                                                                 | Villeberny                               |         | 47° 26′ 20″ nord, 4° 35′ 56″ est | « PA21000030 » | Inscrit MH | 2005               | Église Saint-Nicolas de Villeberny                                                                                                 |
| Église de l'Assomption de Villebichot                                                                                              | Villebichot                              |         | 47° 08′ 22″ nord, 5° 02′ 30″ est | « PA00112724 » | Inscrit MH Facade occidentale ; clocher | 1927               | Église de l'Assomption de Villebichot                                                                                              |
| Église de l'Assomption de Villecomte                                                                                               | Villecomte                               |         | 47° 30′ 32″ nord, 5° 02′ 09″ est |                | |                    | Église de l'Assomption de Villecomte                                                                                               |
| Église Saint-Germain de Villedieu                                                                                                  | Villedieu                                |         | 47° 54′ 59″ nord, 4° 21′ 35″ est | « IA00063141 » | |                    | Église Saint-Germain de Villedieu                                                                                                  |
| Église de la Nativité de Villers-Patras                                                                                            | Villers-Patras                           |         | 47° 55′ 52″ nord, 4° 32′ 29″ est | « IA00096194 » | |                    | Église de la Nativité de Villers-Patras                                                                                            |
| Église Saint-Vincent de Villers-Rotin                                                                                              | Villers-Rotin                            |         | 47° 09′ 25″ nord, 5° 24′ 20″ est |                | |                    | Église Saint-Vincent de Villers-Rotin                                                                                              |
| Église du cimetière de Villers-la-Faye                                                                                             | Villers-la-Faye                          |         | 47° 06′ 12″ nord, 4° 52′ 54″ est | « PA00112728 » | Inscrit MH | 1925               | Église du cimetière de Villers-la-Faye                                                                                             |
| Église Saint-Victor de Villers-la-Faye                                                                                             | Villers-la-Faye                          |         | 47° 06′ 23″ nord, 4° 52′ 42″ est |                | |                    | Image manquante Téléverser |
| Église Saint-Michel de Villers-les-Pots                                                                                            | Villers-les-Pots                         |         | 47° 12′ 40″ nord, 5° 21′ 12″ est |                | |                    | Église Saint-Michel de Villers-les-Pots                                                                                            |
| Église Sainte-Madeleine de Villey-sur-Tille                                                                                        | Villey-sur-Tille                         |         | 47° 33′ 51″ nord, 5° 07′ 04″ est |                | |                    | Église Sainte-Madeleine de Villey-sur-Tille                                                                                        |
| Église Saint-Pierre de Villiers-en-Morvan                                                                                          | Villiers-en-Morvan                       |         | 47° 08′ 43″ nord, 4° 15′ 20″ est |                | |                    | Image manquante Téléverser |
| Église Saint-Jean-Baptiste de Villiers-le-Duc                                                                                      | Villiers-le-Duc                          |         | 47° 49′ 16″ nord, 4° 42′ 24″ est | « PA00112729 » | Inscrit MH Eglise, y compris le porche ; Classé MH Décor peint et parements intérieurs                                                                               | 1988 ; 1995        | Église Saint-Jean-Baptiste de Villiers-le-Duc                                                                                      |
| Église Saint-Blaise de Villotte-Saint-Seine                                                                                        | Villotte-Saint-Seine                     |         | 47° 25′ 45″ nord, 4° 42′ 21″ est | « IA21003968 » | |                    | Église Saint-Blaise de Villotte-Saint-Seine                                                                                        |
| Église Saint-Jacques-le-Majeur de Villotte-sur-Ource                                                                               | Villotte-sur-Ource                       |         | 47° 51′ 50″ nord, 4° 40′ 49″ est | « IA00096213 » | |                    | Église Saint-Jacques-le-Majeur de Villotte-sur-Ource                                                                               |
| Église Saint-Martin de Villy-en-Auxois                                                                                             | Villy-en-Auxois                          |         | 47° 25′ 16″ nord, 4° 38′ 06″ est |                | |                    | Église Saint-Martin de Villy-en-Auxois                                                                                             |
| Église Saint-Révérien-et-Saint-Blaise de Villy-le-Moutier                                                                          | Villy-le-Moutier                         |         | 47° 02′ 13″ nord, 4° 59′ 39″ est | « PA00112733 » | Inscrit MH | 1926               | Église Saint-Révérien-et-Saint-Blaise de Villy-le-Moutier                                                                          |
| Église Saint-Hubert de Viserny | Viserny                                  |         | 47° 33′ 37″ nord, 4° 16′ 50″ est |                | |                    | Église Saint-Hubert de Viserny |
| Église Saint-Germain-d'Auxerre de Vitteaux                                                                                         | Vitteaux                                 |         | 47° 24′ 02″ nord, 4° 32′ 26″ est | « PA00112734 » | Classé MH | 2001               | Église Saint-Germain-d'Auxerre de Vitteaux                                                                                         |
| Église Saint-Bénigne de Cessey-lès-Vitteaux                                                                                        | Vitteaux                                 |         | 47° 24′ 02″ nord, 4° 32′ 25″ est |                | |                    | Église Saint-Bénigne de Cessey-lès-Vitteaux                                                                                        |
| Église Saint-Marcel de Vix | Vix                                      |         | 47° 54′ 14″ nord, 4° 31′ 52″ est | « PA00112741 » | Classé MH | 1914               | Église Saint-Marcel de Vix |
| Église de la Nativité-de-la-Vierge de Viévigne                                                                                     | Viévigne                                 |         | 47° 26′ 03″ nord, 5° 13′ 50″ est | « IA00126275 » | |                    | Église de la Nativité-de-la-Vierge de Viévigne                                                                                     |
| Église Saint-Christophe de Viévy                                                                                                   | Viévy                                    |         | 47° 03′ 26″ nord, 4° 27′ 06″ est |                | |                    | Image manquante Téléverser |
| Église Saint-Cyr-et-Sainte-Julitte                                                                                                 | Volnay                                   |         | 47° 00′ 05″ nord, 4° 46′ 53″ est | « PA00112744 » | Inscrit MH | 1925               | Église Saint-Cyr-et-Sainte-Julitte                                                                                                 |
| Église Saint-Martin de Vosne-Romanée                                                                                               | Vosne-Romanée                            |         | 47° 09′ 42″ nord, 4° 57′ 18″ est | « IA21005124 » | |                    | Église Saint-Martin de Vosne-Romanée                                                                                               |
| Église Saint-Martin de Voudenay | Voudenay                                 |         | 47° 05′ 28″ nord, 4° 23′ 09″ est |                | |                    | Église Saint-Martin de Voudenay |
| Église de la Nativité de Voulaines-les-Templiers                                                                                   | Voulaines-les-Templiers                  |         | 47° 49′ 12″ nord, 4° 46′ 45″ est | « PA00112761 » | Inscrit MH | 1991               | Église de la Nativité de Voulaines-les-Templiers                                                                                   |
| Église Saint-Hilaire de Véronnes                                                                                                   | Véronnes                                 |         | 47° 32′ 02″ nord, 5° 13′ 43″ est |                | |                    | Église Saint-Hilaire de Véronnes                                                                                                   |
| Église Saint-Maurice de Véronnes les Petites                                                                                       | Véronnes                                 |         | 47° 31′ 44″ nord, 5° 14′ 01″ est |                | |                    | Image manquante Téléverser |
| Église de l'Assomption d'Ébaty | Ébaty                                    |         | 46° 55′ 46″ nord, 4° 47′ 03″ est |                | |                    | Église de l'Assomption d'Ébaty |
| Église de l'Assomption d'Échalot                                                                                                   | Échalot                                  |         | 47° 36′ 46″ nord, 4° 50′ 12″ est | « IA00054363 » | |                    | Église de l'Assomption d'Échalot                                                                                                   |
| Église Saint-Remi d'Échannay | Échannay                                 |         | 47° 16′ 53″ nord, 4° 40′ 30″ est | « IA00059713 » | |                    | Église Saint-Remi d'Échannay |
| Église Saint-Jean-Baptiste d'Échenon                                                                                               | Échenon                                  |         | 47° 06′ 48″ nord, 5° 16′ 47″ est |                | |                    | Église Saint-Jean-Baptiste d'Échenon                                                                                               |
| Église Saint-Sulpice d'Échevannes                                                                                                  | Échevannes                               |         | 47° 31′ 43″ nord, 5° 10′ 07″ est |                | |                    | Église Saint-Sulpice d'Échevannes                                                                                                  |
| Église Saint-Andoche d'Échevronne                                                                                                  | Échevronne                               |         | 47° 06′ 19″ nord, 4° 51′ 00″ est |                | |                    | Église Saint-Andoche d'Échevronne                                                                                                  |
| Église de la Nativité d'Échigey | Échigey                                  |         | 47° 11′ 00″ nord, 5° 11′ 47″ est |                | |                    | Église de la Nativité d'Échigey |
| Église Saint-Cassien-Saint-Sébastien d'Écutigny                                                                                    | Écutigny                                 |         | 47° 05′ 04″ nord, 4° 37′ 17″ est |                | |                    | Église Saint-Cassien-Saint-Sébastien d'Écutigny                                                                                    |
| Église de la Nativité d'Éguilly | Éguilly                                  |         | 47° 18′ 12″ nord, 4° 30′ 06″ est | « IA21000356 » | |                    | Église de la Nativité d'Éguilly |
| Église Saint-Bénigne d'Épagny | Épagny                                   |         | 47° 26′ 56″ nord, 5° 03′ 35″ est | « PA00112443 » | Inscrit MH Tympan de la porte latérale sud | 1970               | Église Saint-Bénigne d'Épagny |
| Église Saint-Didier d'Épernay-sous-Gevrey                                                                                          | Épernay-sous-Gevrey                      |         | 47° 10′ 50″ nord, 5° 01′ 58″ est |                | |                    | Église Saint-Didier d'Épernay-sous-Gevrey                                                                                          |
| Église Saint-Symphorien d'Époisses                                                                                                 | Époisses                                 |         | 47° 30′ 29″ nord, 4° 10′ 23″ est | « PA00112444 » | Classé MH | 1992               | Église Saint-Symphorien d'Époisses                                                                                                 |
| Église Saint-Barthélemy d'Éringes                                                                                                  | Éringes                                  |         | 47° 35′ 31″ nord, 4° 27′ 49″ est |                | |                    | Église Saint-Barthélemy d'Éringes                                                                                                  |
| Église Saint-Barthélemy d'Étais | Étais                                    |         | 47° 42′ 30″ nord, 4° 26′ 14″ est | « IA00062894 » | |                    | Église Saint-Barthélemy d'Étais |
| Église Saint-Martin d'Étalante | Étalante                                 |         | 47° 38′ 29″ nord, 4° 45′ 42″ est | « IA00054377 » | |                    | Église Saint-Martin d'Étalante |
| Église Saint-Barthélemy d'Étaules                                                                                                  | Étaules                                  |         | 47° 24′ 24″ nord, 4° 56′ 43″ est |                | |                    | Église Saint-Barthélemy d'Étaules                                                                                                  |
| Église Sainte-Madeleine d'Étevaux                                                                                                  | Étevaux                                  |         | 47° 19′ 18″ nord, 5° 19′ 01″ est |                | |                    | Église Sainte-Madeleine d'Étevaux                                                                                                  |
| Église Saint-Martin d'Étormay | Étormay                                  |         | 47° 35′ 54″ nord, 4° 34′ 28″ est | « IA00063669 » | |                    | Église Saint-Martin d'Étormay |
| Église d'Étrochey | Étrochey                                 |         | 47° 53′ 34″ nord, 4° 31′ 35″ est |                | |                    | Image manquante Téléverser |